# Star Wars: Das Erwachen der Macht

Logo der Star-Wars-Reihe

Star Wars: Das Erwachen der Macht (Originaltitel Star Wars: The Force Awakens) ist ein US-amerikanischer Science-Fiction-Film und die siebte Episode der Star-Wars-Filmreihe. Die Regie übernahm J. J. Abrams, der gemeinsam mit Lawrance Kasdan und Michael Arndt auch das Drehbuch schrieb. Produziert wurde der Film von Kathleen Kennedy, J. J. Abrams und Bryan Burk. Der Film ist der Nachfolger von Die Rückkehr der Jedi-Ritter aus dem Jahr 1983, die Handlung ist knapp 30 Jahre nach den Ereignissen der sechsten Episode angesiedelt.
Die Weltpremiere fand am 14. Dezember 2015 in Los Angeles im Dolby, TCL Chinese und El Capitan Theatre, die Europapremiere am 16. Dezember am Leicester Square in London statt. Am 17. Dezember 2015 startete der Film in den deutschen Kinos. Mit mehr als 9 Millionen gelösten Tickets war er der meistbesuchte Kinofilm 2015 in Deutschland und mit einem weltweiten Einspielergebnis von 2,068 Milliarden US-Dollar ist er der fünfterfolgreichste Film aller Zeiten.
Alternativ ist der Film auch unter dem Titel Star Wars: Episode VII – Das Erwachen der Macht bekannt. Die Episodennummer wird, wie bei allen vorherigen Episoden auch, im Lauftext zu Beginn des Films genannt. Vermarktet wurde er jedoch ausschließlich ohne Episodennummer.

## Handlung
30 Jahre nach dem Zusammenbruch des galaktischen Imperiums ist Luke Skywalker verschwunden. Die Überreste des Imperiums haben sich unter dem Obersten Anführer Snoke zur so genannten Ersten Ordnung neu formiert, welche die Galaxis terrorisiert und die Neue Republik bekämpft. Prinzessin Leia Organa, nun General des Widerstands, schickt ihren besten Kampfpiloten Poe Dameron auf eine Mission nach einem Artefakt, das den Aufenthaltsort Lukes verraten soll.
Auf dem Wüstenplaneten Jakku erhält Poe von dem alten Archivar Lor San Tekka eine Hologrammkarte – ein Ausschnitt aus einer größeren Karte, die zu Luke führen könnte. Als Lors Dorf von Sturmtruppen der Ersten Ordnung angegriffen wird, versteckt Poe die Karte in seiner Droideneinheit BB-8 und verhilft dieser zur Flucht. Poe selbst wird von einem Befehlshaber der Ersten Ordnung, Kylo Ren/Geburtsname Ben Solo, zu einem Sternenzerstörer über Jakku verschleppt.
Einer der Sturmtruppler, FN-2187, wird vom Tod eines Kameraden während der Operation und der anschließenden Tötung der unschuldigen Dorfbewohner von starken Emotionen ergriffen. Er befreit Poe und flieht mit dessen Hilfe in einem TIE-Jäger vom Sternenzerstörer. FN-2187, der kurz zuvor von Poe den Namen „Finn“ erhalten hat, wird bei der Bruchlandung auf Jakku aus dem TIE-Jäger geschleudert. Als er das Wrack erreicht, findet er nur noch Poes Jacke und glaubt daher, dass sein Verbündeter bei dem Absturz gestorben sei. Kylo Ren hat durch einen Machttrick von Poe erfahren, dass BB-8 im Besitz der Karte ist. Daher lässt er den Droiden und den abtrünnigen Soldaten jagen.
Auf Jakku lebt die Schrottsammlerin Rey vom Ausschlachten alter Wracks aus der Zeit des Rebellenaufstands gegen das Imperium. Bei einem ihrer Streifzüge durch die Wüste befreit sie BB-8, der gerade von einem Einheimischen gefangen genommen wird. Der Droide folgt ihr daraufhin. Finn findet mitten in der Wüste eine Stadt. Dort beobachtet er, wie zwei Einheimische versuchen, Rey BB-8 zu entwenden; Rey kann sich jedoch erfolgreich verteidigen. Als BB-8 Poes Jacke an Finn erkennt, stellen er und Rey den Ex-Sturmtruppler zur Rede. Finn, der von Rey angetan ist, erzählt, dass er Mitglied des Widerstands sei. Als Sturmtruppen eintreffen, erbeuten Rey und Finn auf einem Schrottplatz den Millennium Falken und fliehen zusammen mit BB-8 von Jakku.
Im Weltraum wird der Falke von einem Fangstrahl an Bord eines Frachters geholt. Rey und Finn verstecken sich im Laderaum des Falken, wo sie von Han Solo und Chewbacca gefunden werden. Beide sind wieder als Schmuggler unterwegs, der Falke ist ihnen gestohlen worden. Das Aufeinandertreffen von Rey, Finn, BB-8, Chewbacca und Han wird von zwei Gruppen Geschäftspartner von Han gestört, die ihre Forderungen eintreiben wollen. Bei dem Versuch, die feindlichen Parteien voneinander zu trennen, lässt Rey versehentlich drei an Bord eingesperrte gefährliche Kreaturen frei. Diese nehmen umgehend die Jagd auf die Insassen des Frachters auf. Han, Chewie, Rey, Finn und BB-8 entkommen an Bord des Millennium Falken. Dort erzählt Han seinen beiden Passagieren, dass die alten Geschichten um die Jedi sowie die helle und die dunkle Seite der Macht der Wahrheit entsprechen. Luke hatte nach dem Fall des Imperiums versucht, einen neuen Jedi-Orden zu gründen. Einer seiner Schüler, Ben Solo, der Sohn von Han Solo und Prinzessin Leia, folgte seinem Großvater Darth Vader unter dem Namen Kylo Ren auf dem Pfad der Dunklen Macht und tötete die anderen Mitglieder des aufsteigenden Ordens. Daraufhin zog sich Luke voller Schuldgefühle in ein selbstgewähltes Exil zurück und hinterließ nur eine Karte, die zum ersten Jedi-Tempel auf Ahch-To führt. BB-8 enthüllt schließlich die in ihm verborgene Karte, die aber nicht ausreicht, um den Jedi-Tempel zu finden. Han bringt seine Passagiere nach Takodana zu einer Freundin, der Barbesitzerin Maz Kanata. Han bittet diese erfolglos, BB-8 zu Leia zu bringen. Finn erzählt Rey schließlich die Wahrheit über seine Herkunft und fleht sie an, mit ihm zu gehen, was sie jedoch ablehnt. Daraufhin wird Rey von einer Kinderstimme in den Keller gelockt, wo sie das alte Lichtschwert von Anakin Skywalker findet, das später Luke erhalten hatte und im Kampf gegen seinen Vater wieder verlor. Als sie das Schwert berührt, hat sie Visionen von sich, Kylo, Luke und einigen anderen Stimmen. Maz erkennt, dass Rey machtsensitiv ist, und bietet ihr die Waffe an. Da Rey jedoch von den Visionen verstört ist, will sie damit nichts zu tun haben und flüchtet aus dem Gebäude und in die Wälder, gefolgt von BB-8.
Unterdessen unternimmt die Erste Ordnung den ersten Schritt zur Unterwerfung der gesamten Galaxie. Von ihrer Starkiller-Basis aus, welche komplett in einem umfunktionierten Planeten installiert wurde, eröffnet sie mit einer gigantischen Strahlenwaffe das Feuer auf den Sitz der Neuen Republik im Hosnian-System und zerstört das Sternensystem in einem einzigen Schlag. Durch Spione und Denunzianten erfährt sie vom Aufenthaltsort der Karte. Als ein Stoßtrupp Maz’ Palast angreift, nehmen Han, Chewbacca und Finn den Kampf auf, bis eine Schwadron X-Flügler des Widerstands die Erste Ordnung in die Flucht schlägt. Jedoch gelingt es Kylo, Rey gefangen zu nehmen.
Han, Finn, Chewbacca und BB-8 treffen auf Leia und C-3PO und werden zur Basis des Widerstands auf D’Qar gebracht, wo Finn Poe wiedersieht, der den Absturz auf Jakku ebenfalls überlebt hat. Auch R2-D2 befindet sich dort, der sich nach Lukes Verschwinden in den Ruhe-Modus begeben hat und daher seit Jahren inaktiv ist. Es kommt zu einem Zwiegespräch zwischen Han und Leia. Beide hatten sich nach dem Verrat ihres Sohnes getrennt, um den Schmerz darüber zu verarbeiten. Leia hofft inständig, dass ihr Sohn immer noch zum Guten bekehrt werden kann, und bittet Han, alles zu versuchen, um ihn wieder zurückzuholen. Da Finn dem Widerstand alle ihm bekannten Informationen über die Starkiller-Basis liefert, wird die Zerstörung dieser Station geplant. Finn möchte hauptsächlich Rey retten und meldet sich gemeinsam mit Han und Chewbacca freiwillig, um die Basis zu infiltrieren und deren Schutzschilde außer Kraft zu setzen, damit der Widerstand einen Angriff unternehmen kann.
Währenddessen wird Rey von Kylo auf der Starkiller-Basis über den Inhalt der Karte verhört. Als Kylo die Macht einsetzt, um die Information aus ihrem Gedächtnis zu extrahieren, erwacht Reys eigenes Machtpotential, und sie kann Kylos Eindringversuch widerstehen und sogar seine Gefühle/Gedanken sehen. Dieser begibt sich daraufhin zu seinem Mentor Snoke, um von diesem Vorfall zu berichten. Das nutzt Rey, um die Macht zum ersten Mal gezielt einzusetzen, der Gefangenschaft zu entrinnen und ein sicheres Versteck zu finden. Dort wird sie von Finn, Han und Chewbacca gefunden, nachdem sie die Schirme ausschalten konnten. Gemeinsam versuchen sie, einen wichtigen Energieoszillator der Starkiller-Waffe außer Gefecht zu setzen.
Der Widerstand beginnt seinen Angriff auf die Starkiller-Basis, kann aber zunächst nichts gegen deren Primärwaffe ausrichten. Bei dem Versuch, den Oszillator zu sabotieren, trifft Han auf Kylo, der die Ankunft seines Vaters durch die Macht erspürte. Obwohl Kylo von Zweifeln geschüttelt wird, tötet er seinen eigenen Vater vor den Augen von Rey, Finn und Chewbacca. In einem Wutanfall verletzt Chewbacca Kylo mit einem Blasterschuss und bringt die zuvor angebrachten Sprengladungen zur Detonation. Das reißt eine Lücke in die Wand des Oszillators, durch die Poe in das Innere einfliegen kann. Mit den Bordwaffen seines Jägers beschädigt er den Oszillator so kritisch, dass die aufgestaute Energie außer Kontrolle gerät und die Selbstzerstörung der Basis einleitet.
Finn und Rey fliehen auf die Planetenoberfläche. Im Wald, in dem der Millennium Falke versteckt ist, stellt sich ihnen Kylo in den Weg. Er will Finn als Verräter töten und Rey zu Snoke bringen. Finn stellt sich ihm mit Anakins Lichtschwert entgegen, wird aber schwer verletzt. In ihrem Verlangen, ihren Freund zu schützen, setzt Rey die Macht und das Lichtschwert ein. Sie kann Kylo besiegen, doch als die Planetenoberfläche aufreißt, werden die beiden voneinander getrennt. Mit Chewbaccas Hilfe entkommen Rey und Finn dem Zusammenbruch des Planeten und kehren zum Hauptquartier des Widerstands zurück. Dort reaktiviert sich auf einmal R2-D2 und gibt den Rest der Karte preis, den er in seinem Speicher aufbewahrt hatte. Daraufhin macht sich Rey zusammen mit Chewbacca an Bord des Falken auf den Weg zum Wasserplaneten Ahch-To. Rey findet Luke an einer Klippe vor und bietet ihm sein altes Lichtschwert an.

## Einordnung in dasStar-Wars-Universum

### Chronologie
Der Film stellt den Auftakt der dritten Star-Wars-Trilogie dar und spielt etwa 30 Jahre nach den Ereignissen von Die Rückkehr der Jedi-Ritter und damit dem Ende der klassischen Trilogie (1977–1983). Zahlreiche Figuren kehrten für Das Erwachen der Macht zurück und wurden größtenteils erneut von ihren ursprünglichen Schauspielern dargestellt.
| Die dunkle Bedrohung |                   |                   |                   |                   |                   |                   |               | I             |               |               |               |               |                          |                          |                          |                          |                          |                          |                          |                         |                         |                         |                         |                         |                         |                         |                         |                   |                   |                   |                         |                         |                         |                         |
| Angriff der Klonkrieger |                   |                   |                   |                   |                   |                   |               |               |               | II            |               |               |                          |                          |                          |                          |                          |                          |                          |                         |                         |                         |                         |                         |                         |                         |                         |                   |                   |                   |                         |                         |                         |                         |
| Die Rache der Sith |                   |                   |                   |                   |                   |                   |               |               |               |               |               | III           |                          |                          |                          |                          |                          |                          |                          |                         |                         |                         |                         |                         |                         |                         |                         |                   |                   |                   |                         |                         |                         |                         |
| Krieg der Sterne |                   |                   |                   |                   |                   |                   |               |               |               |               |               |               |                          |                          |                          |                          |                          |                          |                          |                         |                         | IV                      | IV                      |                         |                         |                         |                         |                   |                   |                   |                         |                         |                         |                         |
| Das Imperium schlägt zurück |                   |                   |                   |                   |                   |                   |               |               |               |               |               |               |                          |                          |                          |                          |                          |                          |                          |                         |                         |                         |                         |                         | V                       |                         |                         |                   |                   |                   |                         |                         |                         |                         |
| Die Rückkehr der Jedi-Ritter |                   |                   |                   |                   |                   |                   |               |               |               |               |               |               |                          |                          |                          |                          |                          |                          |                          |                         |                         |                         |                         |                         |                         | VI                      |                         |                   |                   |                   |                         |                         |                         |                         |
| Das Erwachen der Macht |                   |                   |                   |                   |                   |                   |               |               |               |               |               |               |                          |                          |                          |                          |                          |                          |                          |                         |                         |                         |                         |                         |                         |                         |                         |                   |                   |                   |                         | VII                     |                         |                         |
| Die letzten Jedi |                   |                   |                   |                   |                   |                   |               |               |               |               |               |               |                          |                          |                          |                          |                          |                          |                          |                         |                         |                         |                         |                         |                         |                         |                         |                   |                   |                   |                         |                         | VIII                    |                         |
| Der Aufstieg Skywalkers |                   |                   |                   |                   |                   |                   |               |               |               |               |               |               |                          |                          |                          |                          |                          |                          |                          |                         |                         |                         |                         |                         |                         |                         |                         |                   |                   |                   |                         |                         |                         | IX                      |
| Rogue One |                   |                   |                   |                   |                   |                   |               |               |               |               |               |               |                          |                          | a)                       |                          |                          |                          |                          |                         | R1                      |                         |                         |                         |                         |                         |                         |                   |                   |                   |                         |                         |                         |                         |
| Solo |                   |                   |                   |                   |                   |                   |               |               |               |               |               |               |                          |                          | a)                       |                          | S                        |                          |                          |                         |                         |                         |                         |                         |                         |                         |                         |                   |                   |                   |                         |                         |                         |                         |
| Die Abenteuer der jungen Jedi | YJA               |                   |                   |                   |                   |                   |               |               |               |               |               |               |                          |                          |                          |                          |                          |                          |                          |                         |                         |                         |                         |                         |                         |                         |                         |                   |                   |                   |                         |                         |                         |                         |
| The Clone Wars (+ Kinofilm) |                   |                   |                   |                   |                   |                   |               |               |               | TCW           | TCW           | TCW           |                          |                          |                          |                          |                          |                          |                          |                         |                         |                         |                         |                         |                         |                         |                         |                   |                   |                   |                         |                         |                         |                         |
| The Bad Batch |                   |                   |                   |                   |                   |                   |               |               |               |               |               | TBB           | TBB                      |                          |                          |                          |                          |                          |                          |                         |                         |                         |                         |                         |                         |                         |                         |                   |                   |                   |                         |                         |                         |                         |
| Rebels |                   |                   |                   |                   |                   |                   |               |               |               |               |               |               |                          |                          |                          |                          |                          |                          |                          | Rebels                  | Rebels                  |                         |                         |                         |                         |                         | b)                      |                   |                   |                   |                         |                         |                         |                         |
| Resistance |                   |                   |                   |                   |                   |                   |               |               |               |               |               |               |                          |                          |                          |                          |                          |                          |                          |                         |                         |                         |                         |                         |                         |                         |                         |                   |                   |                   | Resistance              | Resistance              | Resistance              | Resistance              |
| The Acolyte |                   |                   | c)                |                   | TA                |                   |               |               |               |               |               |               |                          |                          |                          |                          |                          |                          |                          |                         |                         |                         |                         |                         |                         |                         |                         |                   |                   |                   |                         |                         |                         |                         |
| Obi-Wan-Kenobi |                   |                   |                   |                   |                   |                   |               |               |               |               |               |               |                          |                          |                          |                          |                          | K                        |                          |                         |                         |                         |                         |                         |                         |                         |                         |                   |                   |                   |                         |                         |                         |                         |
| Andor |                   |                   |                   |                   |                   |                   |               |               |               |               |               |               |                          |                          |                          |                          |                          |                          |                          | Andor                   | Andor                   |                         |                         |                         |                         |                         |                         |                   |                   |                   |                         |                         |                         |                         |
| The Mandalorian |                   |                   |                   |                   |                   |                   |               |               |               |               |               |               |                          |                          |                          |                          |                          |                          |                          |                         |                         |                         |                         |                         |                         |                         |                         |                   | M                 |                   |                         |                         |                         |                         |
| Das Buch von Boba Fett |                   |                   |                   |                   |                   |                   |               |               |               |               |               |               |                          |                          |                          |                          |                          |                          |                          |                         |                         |                         |                         |                         |                         | c)                      | c)                      |                   | BF                |                   |                         |                         |                         |                         |
| Ahsoka |                   |                   |                   |                   |                   |                   |               |               |               |               |               |               |                          |                          |                          |                          |                          |                          |                          |                         |                         |                         |                         |                         |                         |                         |                         |                   | A                 |                   |                         |                         |                         |                         |
| Skeleton Crew |                   |                   |                   |                   |                   |                   |               |               |               |               |               |               |                          |                          |                          |                          |                          |                          |                          |                         |                         |                         |                         |                         |                         |                         |                         |                   | SC                |                   |                         |                         |                         |                         |
| Ära | Die Hohe Republik | Die Hohe Republik | Die Hohe Republik | Die Hohe Republik | Die Hohe Republik | Die Hohe Republik | Fall der Jedi | Fall der Jedi | Fall der Jedi | Fall der Jedi | Fall der Jedi | Fall der Jedi | Herrschaft des Imperiums | Herrschaft des Imperiums | Herrschaft des Imperiums | Herrschaft des Imperiums | Herrschaft des Imperiums | Herrschaft des Imperiums | Herrschaft des Imperiums | Zeitalter der Rebellion | Zeitalter der Rebellion | Zeitalter der Rebellion | Zeitalter der Rebellion | Zeitalter der Rebellion | Zeitalter der Rebellion | Zeitalter der Rebellion | Zeitalter der Rebellion | Die Neue Republik | Die Neue Republik | Die Neue Republik | Aufstieg der 1. Ordnung | Aufstieg der 1. Ordnung | Aufstieg der 1. Ordnung | Aufstieg der 1. Ordnung |
| _ Prequel-Trilogie (Episoden I–III) _ Original-Trilogie (Episoden IV–VI) _ Sequel-Trilogie (Episoden VII–IX) _ A-Star-Wars-Story-Filme _ (kanonische) Animations-Serien _ (kanonische) Real-Serien |                   |                   |                   |                   |                   |                   |               |               |               |               |               |               |                          |                          |                          |                          |                          |                          |                          |                         |                         |                         |                         |                         |                         |                         |                         |                   |                   |                   |                         |                         |                         |                         |
| Die Folgen der Serien Die Mächte des Schicksals und Geschichten spielen jeweils zu unterschiedlichen Zeitpunkten, sodass eine Auflistung in der Tabelle nicht sinnvoll möglich ist. Ebenfalls nicht aufgelistet sind Miniserien, Kurzgeschichten, Comics, Bücher und andere Begleitwerke des offiziellen Star-Wars-Kanons sowie der Themenpark Star Wars: Galaxy’s Edge (zwischen VIII und IX). Zur schematischen Einordnung der Handlungen wird die fiktive Zeitrechnung des Star-Wars-Universums verwendet. Diese unterscheidet zwischen den Jahren vor der Schlacht von Yavin (VSY) und nach der Schlacht von Yavin (NSY). Die Schlacht von Yavin IV bildet das Ende von Krieg der Sterne (1977), bei dem Luke Skywalker und die Rebellenallianz den ersten Todesstern zerstören. |                   |                   |                   |                   |                   |                   |               |               |               |               |               |               |                          |                          |                          |                          |                          |                          |                          |                         |                         |                         |                         |                         |                         |                         |                         |                   |                   |                   |                         |                         |                         |                         |
| a) Prolog, b) Epilog, c) Rückblenden |                   |                   |                   |                   |                   |                   |               |               |               |               |               |               |                          |                          |                          |                          |                          |                          |                          |                         |                         |                         |                         |                         |                         |                         |                         |                   |                   |                   |                         |                         |                         |                         |

### Figuren
Hauptfiguren
- Rey (Daisy Ridley), Schrottsammlerin vom Wüstenplaneten Jakku, in der die Macht besonders stark ist; hat immer noch die Hoffnung, dass ihre Eltern zu ihr zurückkehren.

- Finn (John Boyega), Sturmtruppler der Ersten Ordnung, welcher die ganzen Verbrechen nicht mehr mitansehen kann; versucht, alles hinter sich zu lassen.

- Poe Dameron (Oscar Isaac), bester X-Flügler-Pilot des Widerstands, der fest entschlossen ist, die Erste Ordnung durch direkte Konfrontation zu besiegen; wurde von Leia beauftragt, die Karte zu besorgen, aus der Lukes Versteck hervorgeht.

- Kylo Ren / Ben Solo (Adam Driver), Schüler des Obersten Anführers Snoke, Sohn von Han Solo und Leia Organa, Neffe von Luke Skywalker, ist der dunklen Seite der Macht verfallen und zerstörte die von seinem Onkel geleitete Schule des Jedi-Ordens.

- Han Solo (Harrison Ford), Schmuggler, Ex-Ehemann von Leia, Vater von Kylo Ren, ist zusammen mit Chewbacca auf der Suche nach dem Millennium Falken

- Leia Organa (Carrie Fisher), General und Anführerin des Widerstands, ehemalige Prinzessin von Alderaan, ist durch die Erste Ordnung und ihren eigenen Sohn Kylo Ren beständig in die Defensive gedrängt; ohne die Hilfe ihres Bruders Luke Skywalker schwinden die Chancen des Widerstands immer weiter.

- Chewbacca (Peter Mayhew/Joonas Suotamo), Wookiee, treuer Begleiter von Han Solo.

- BB-8, einfallsreicher Astromech-Droide, der hauptsächlich Poe Dameron und Finn zur Seite steht und diese im Kampf gegen die Erste Ordnung unterstützt.

- Armitage Hux (Domhnall Gleeson), General und ehemaliger Führer der Starkiller-Basis, liefert sich innerhalb der Ersten Ordnung einen mehr oder weniger offenen Machtkampf mit Kylo Ren um die zweite Führungsposition.

- Maz Kanata (Lupita Nyong’o), Piratin und alte Freundin von Han Solo und Chewbacca.

Nebenfiguren
- Snoke (Andy Serkis), macht- und geheimnisvoller Oberster Anführer der Ersten Ordnung; besessen davon, Luke Skywalker und damit die letzten Überbleibsel des Jedi-Ordens zu vernichten.

- Captain Phasma (Gwendoline Christie), Kommandantin der Sturmtruppen der Ersten Ordnung.

- C-3PO (Anthony Daniels), humanoider Protokolldroide; hat, meist mit seinem Freund und Begleiter R2-D2 an seiner Seite, die meisten Abenteuer seit der Ausbildung Anakin Skywalkers zum Jedi miterlebt; weiterhin im Dienste von Leia Organa.

- R2-D2 (Jimmy Vee), Astromechdroide; versetzte sich nach dem Verschwinden von Luke Skywalker in den Energiesparmodus.

- Lor San Tekka (Max von Sydow), Entdecker und ein alter Freund von Leia; besitzt ein Stück der Karte zu Luke Skywalker Aufenthaltsort.

- Unkar Plutt (Simon Pegg), Schrotthändler auf Jakku; pflegt ein schlechtes Verhältnis mit Rey.

- Snap Wexley (Greg Grunberg), X-Flügler-Pilot; guter Freund von Poe Dameron.

- Gial Ackbar (Tim Rose), Admiral des Widerstands; unterstützte Leia bereits in der Schlacht von Endor.

- Nien Nunb (Mike Quinn), X-Flügler-Pilot; unterstützte Leia bereits in der Schlacht von Endor; war an der Zerstörung des zweiten Todessterns beteiligt.

- Kaydel Ko Connix (Billie Lourd), Lieutenant und wichtiger Bestandteil des Widerstands; koordiniert die Kommunikation zwischen eingesetzten Truppen und den Anführern des Widerstands wie General Leia Organa.

- Luke Skywalker (Mark Hamill), mächtiger Jedi-Meister; befindet sich seit 6 Jahren im selbstauferlegten Exil auf dem Planeten Ahch-To, nachdem die von ihm aufgebaute neue Jedi-Akademie durch seinen ehemaligen Schüler und Neffen Ben Solo/Kylo Ren, der sich gegen Luke wandte, zerstört wurde; ist durch tiefgreifende Konflikte, Selbstvorwürfe und Einsamkeit gezeichnet, während die Galaxis ihn mehr denn je braucht.

### Orte
- Jakku, ein Wüstenplanet im Inneren Rand der Galaxis, auf dem die Neue Republik einst Schlupfwinkel des Imperiums angriff; Rey arbeitet auf Jakku als Schrottsammlerin für Unkar Plutt.
- Takodana, ein bewaldeter Planet im Mittleren Rand der Galaxis, auf dem politisch neutrale Verbrecher verschiedenster Spezies sowie Droiden leben; Standort des Palastes der Piratenkönigin Maz Kanata.
- Hosnian Prime, eine der Kernwelten der Galaxis und Regierungssitz der Neuen Republik.
- D’Qar, ein Planet im Äußeren Rand, von dem aus der Widerstand operiert und die Neue Republik unterstützt; Schiffe und Truppen des Widerstands sind auf D’Qar unter dem Kommando von General Leia Organa stationiert.
- die Starkiller-Basis, die mobile Festung der Ersten Ordnung auf dem Kyberkristall-Planeten Ilum in den Unbekannten Regionen, ist mit einer Planetenkiller-Waffe ausgerüstet, die ganze Sternensysteme vernichten kann; General Hux ist der Kommandant der Basis.
- Ahch-To, ein Planet der Unbekannten Regionen der Galaxis, welcher von großen Ozeanen und zerklüfteten Inseln geprägt ist; er wird von zwei Zwillingssonnen umkreist und gilt als Stätte des ersten Jedi-Tempels in der Geschichte des Ordens.

## Produktion
Die Handlung nach Die Rückkehr der Jedi-Ritter wurde seit 1983 bereits in zahlreichen Büchern weitererzählt, doch mit der Übernahme durch Disney wurde das bisherige erweiterte Universum aus dem offiziellen Kanon von Star Wars gestrichen. Zu diesem gehören nur noch die bisherigen sechs Filme sowie die Animationsserien Star Wars Rebels und Star Wars: The Clone Wars inkl. des dazu gehörigen Kinofilms. Star Wars: Das Erwachen der Macht ist somit keine Verfilmung bereits vorhandener literarischer Vorlagen.
Im Oktober 2012 verkaufte der Regisseur George Lucas sowohl die Handlung zu Episode VII, VIII und IX als auch Lucasfilm an Disney. Michael Arndt bearbeitete die Handlung und wurde anschließend als Drehbuchautor engagiert. David Fincher, Brad Bird und Guillermo del Toro waren ursprünglich als Regisseure vorgesehen, jedoch mussten alle drei aufgrund von Terminschwierigkeiten ablehnen. Im Januar 2013 wurde verkündet, dass J. J. Abrams der Regisseur sowie Lawrence Kasdan und Simon Kinberg die Berater des Projekts sein würden. Nachdem der Drehbuchautor Michael Arndt die Produktion verlassen hatte, übernahmen Lawrence Kasdan, der schon das Drehbuch für Das Imperium schlägt zurück und Die Rückkehr der Jedi-Ritter geschrieben hatte, sowie J. J. Abrams seine Aufgaben und fertigten das finale Skript an.
Schon Ende 2013 wurde in insgesamt elf US-amerikanischen und britischen Städten ein offenes Casting für Nachwuchsschauspieler durchgeführt. Mehr als 37.000 Menschen beteiligten sich, hinzu kamen rund 30.000 eingereichte Bewerbungen.

Die wichtigsten Schauspieler und ihre Rollen
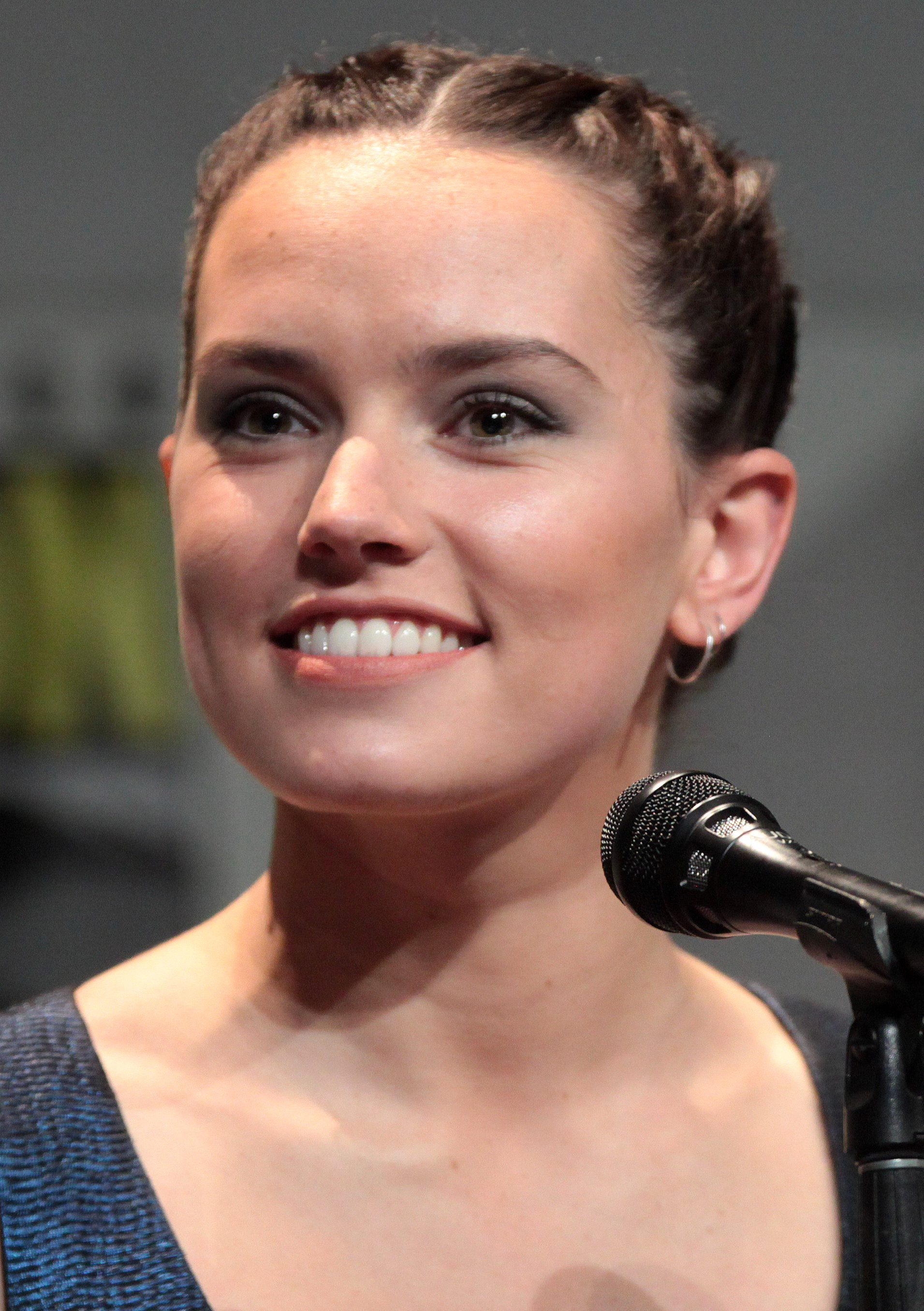
Daisy Ridley spielt Rey.
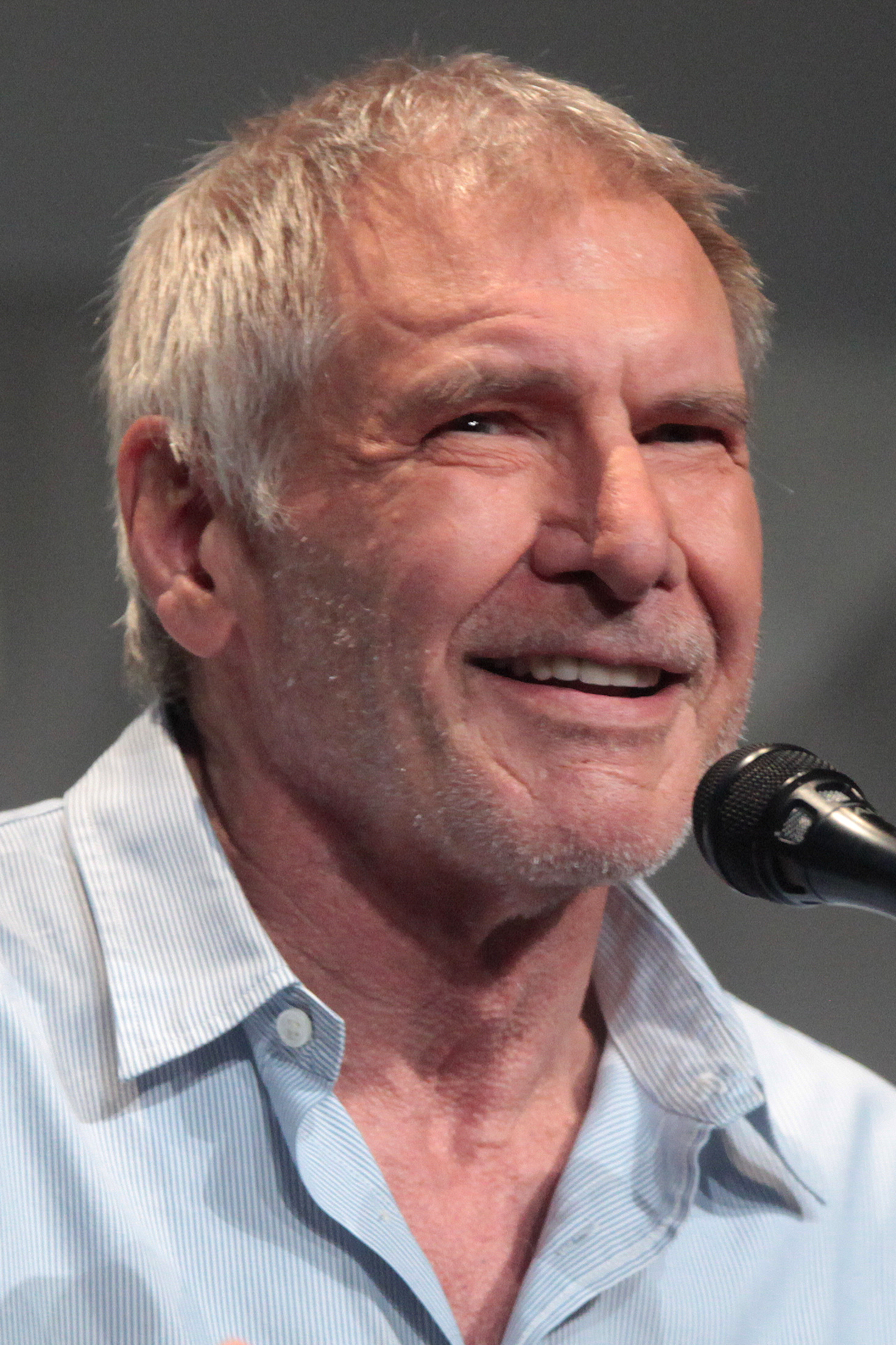
Harrison Ford spielt Han Solo.
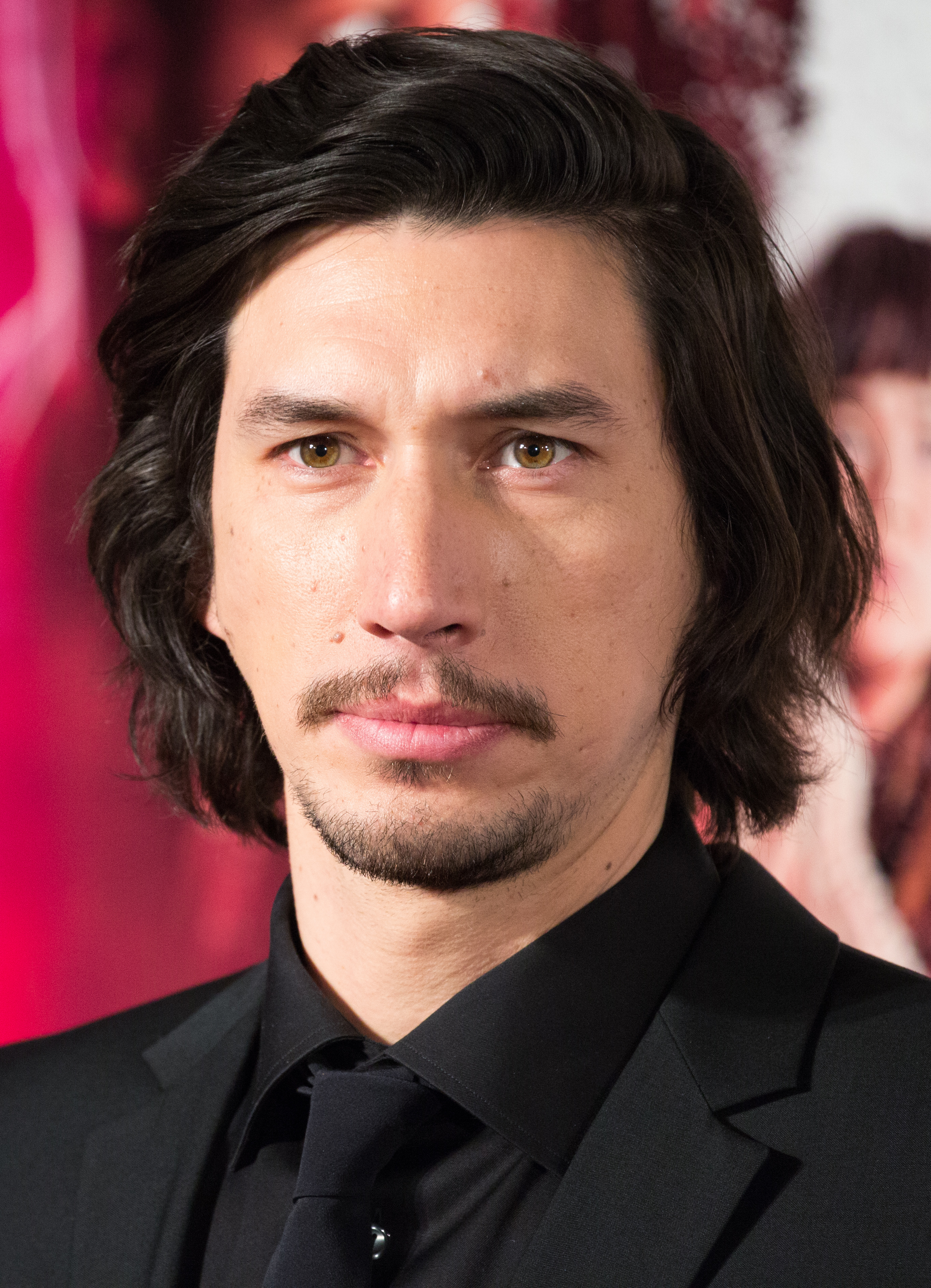
Adam Driver spielt Kylo Ren.
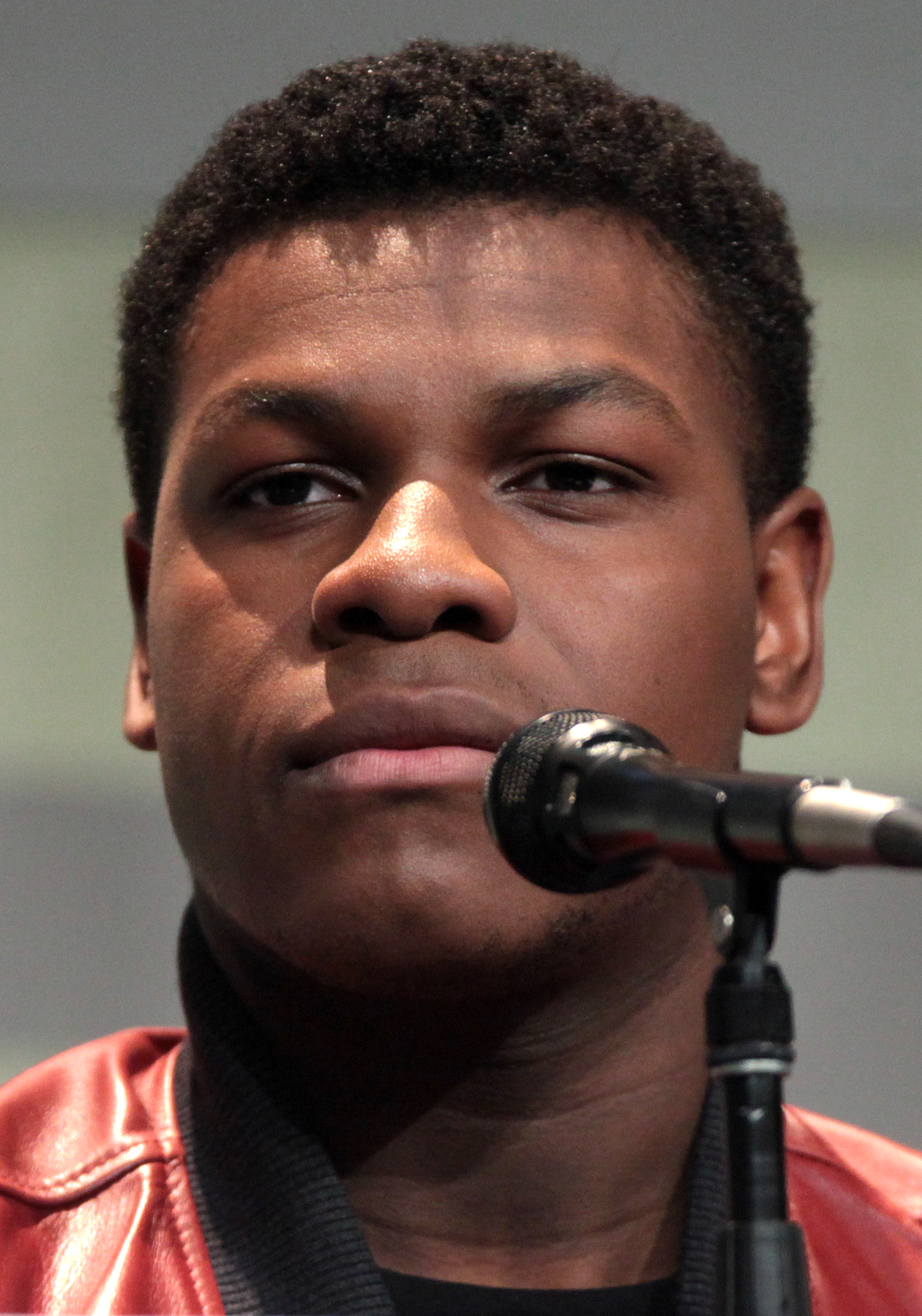
John Boyega spielt Finn.
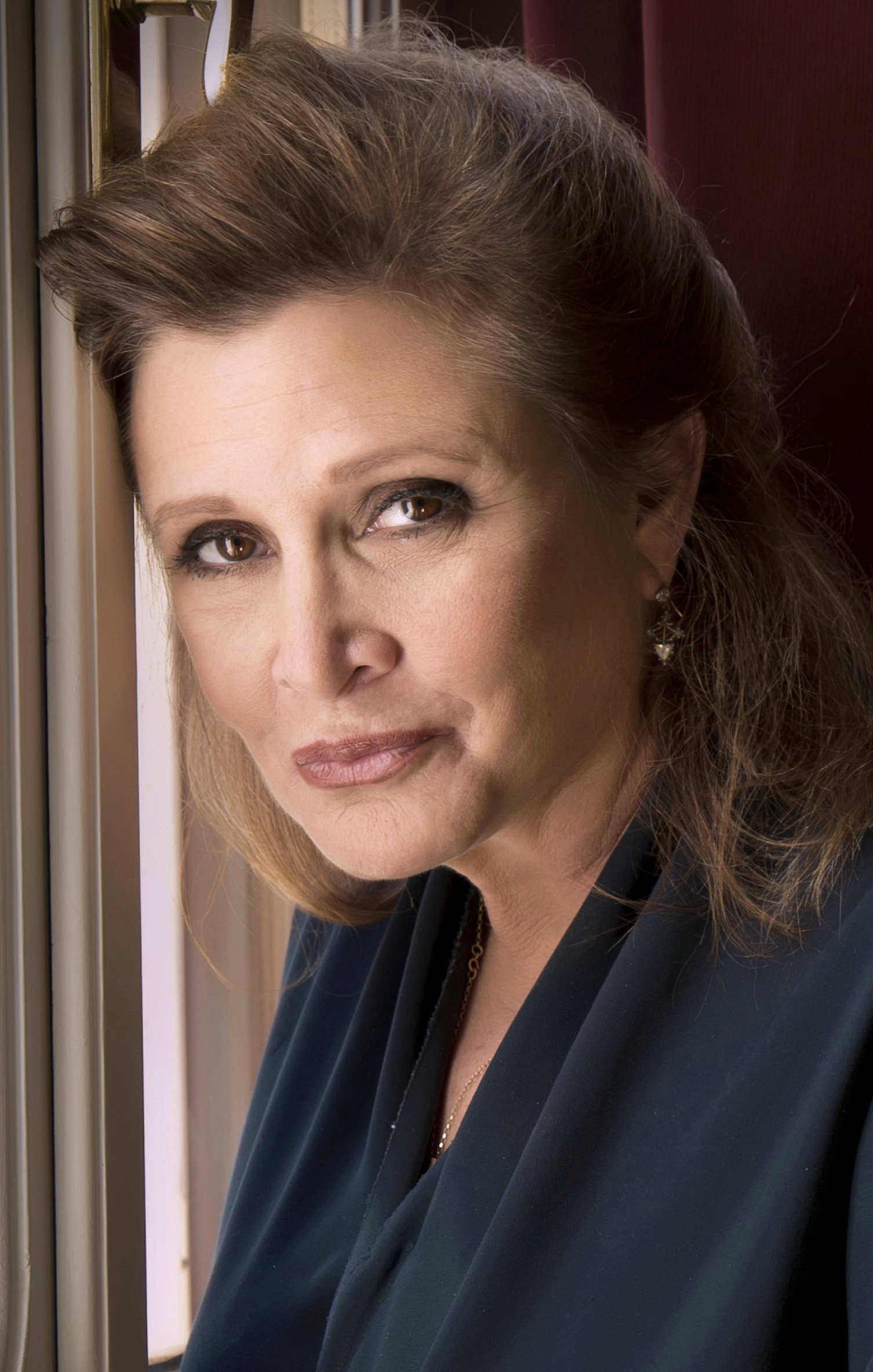
Carrie Fisher spielt Leia Organa.
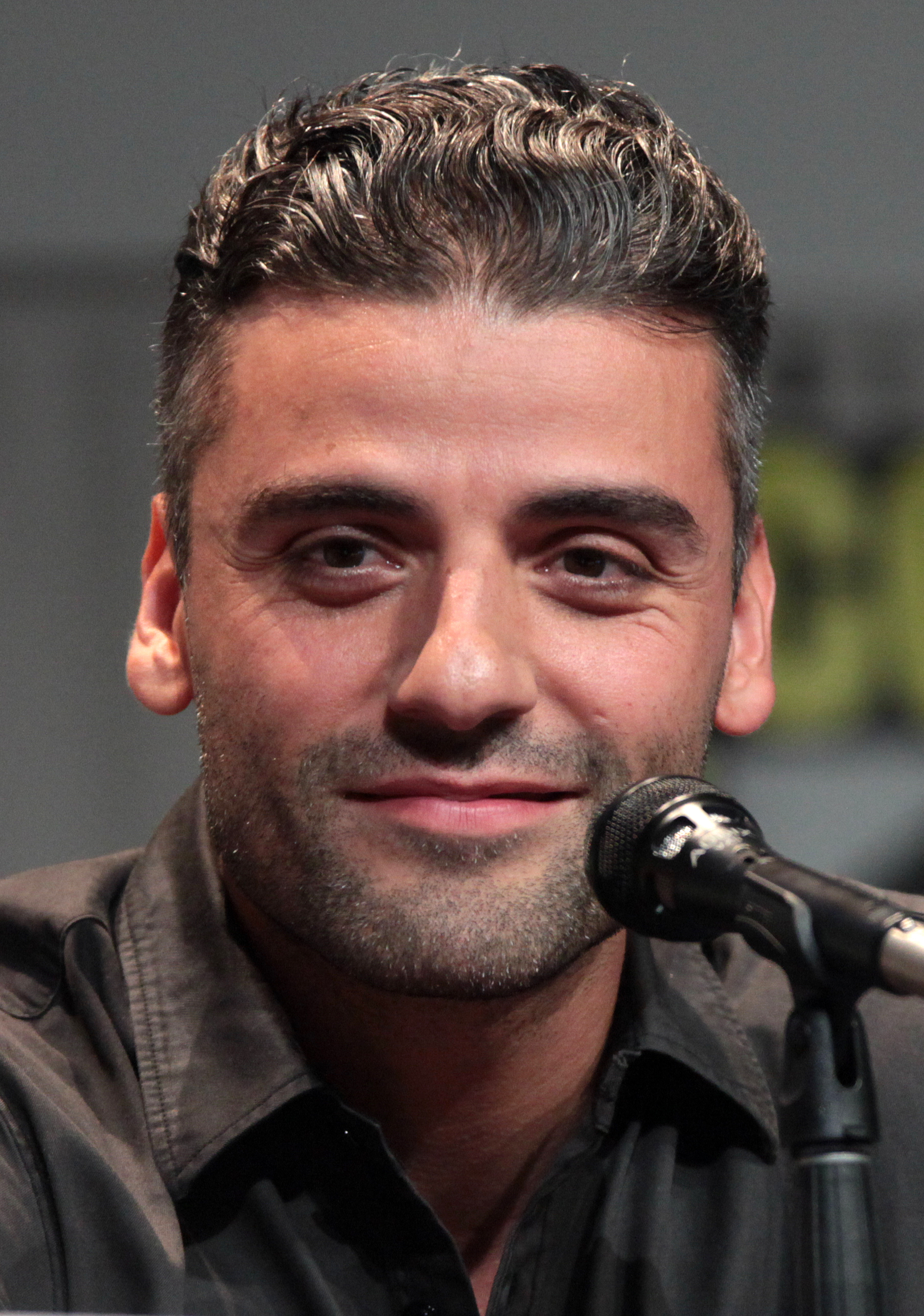
Oscar Isaac spielt Poe Dameron.
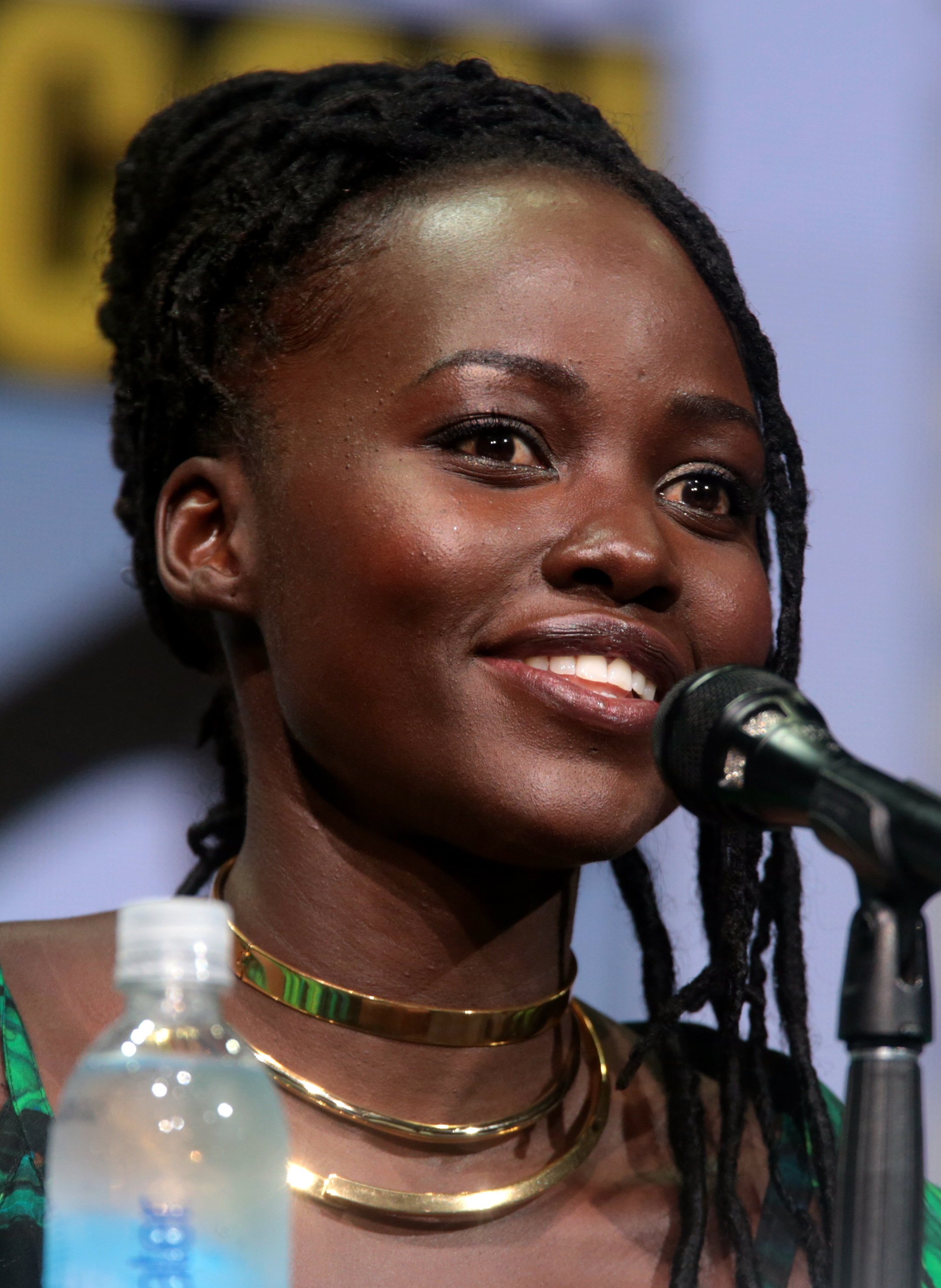
Lupita Nyong’o spielt Maz Kanata.
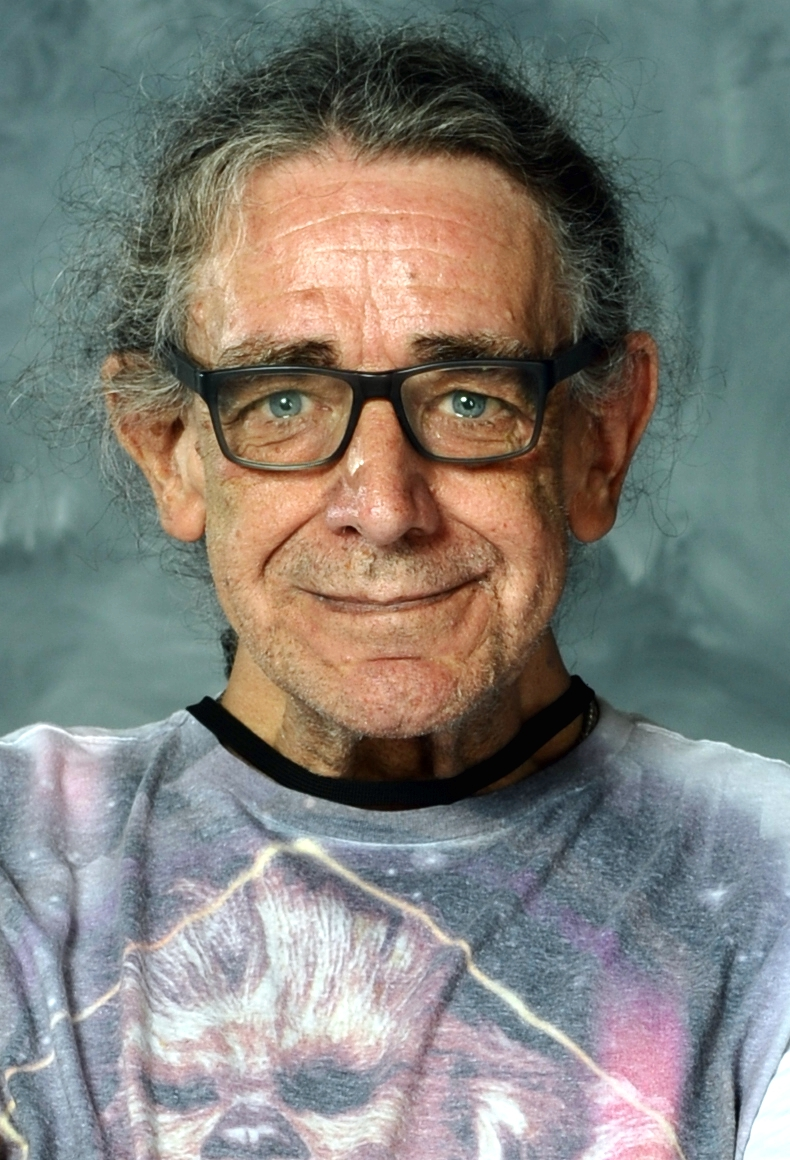
Peter Mayhew spielt Chewbacca.
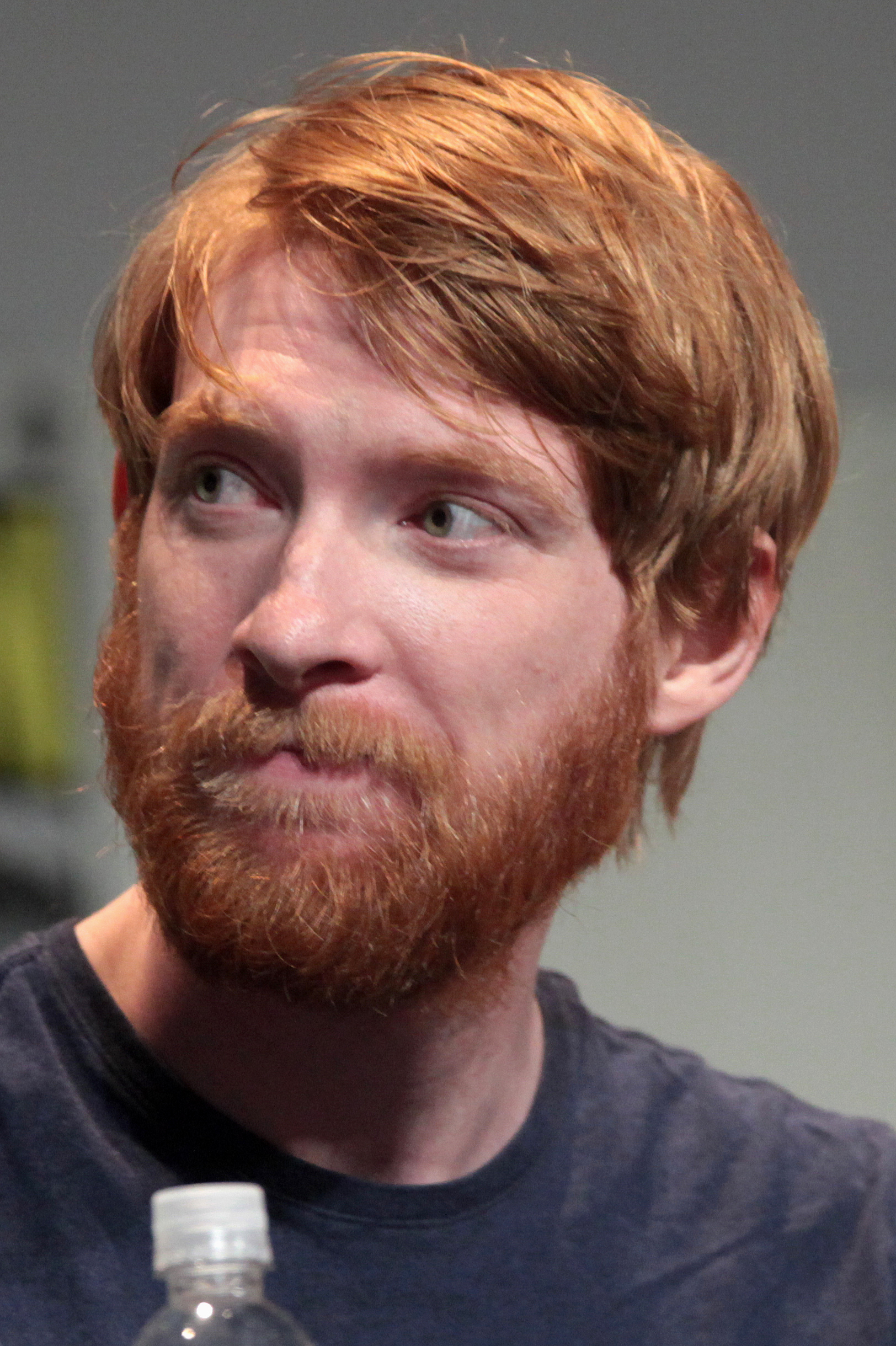
Domhnall Gleeson spielt Armitage Hux.
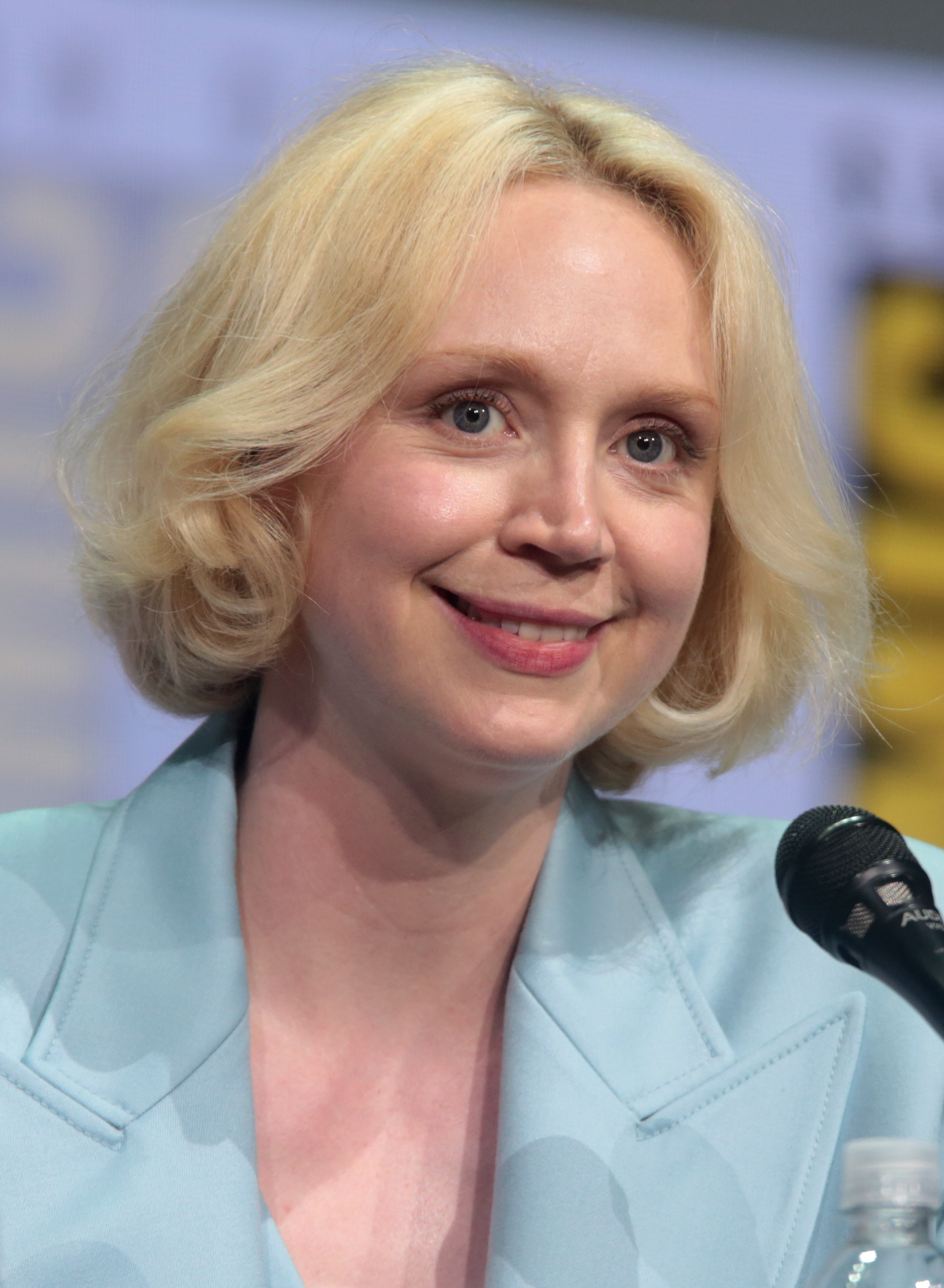
Gwendoline Christie spielt Captain Phasma.
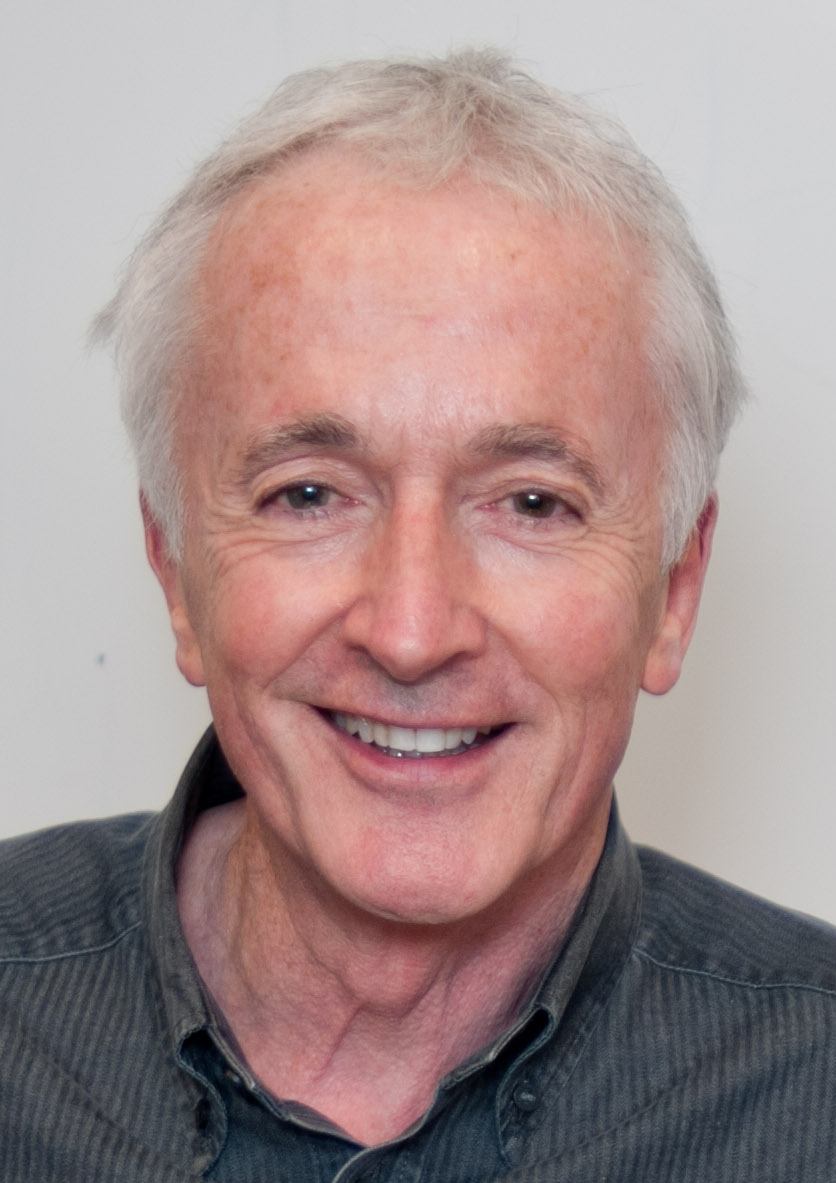
Anthony Daniels spielt C-3PO.
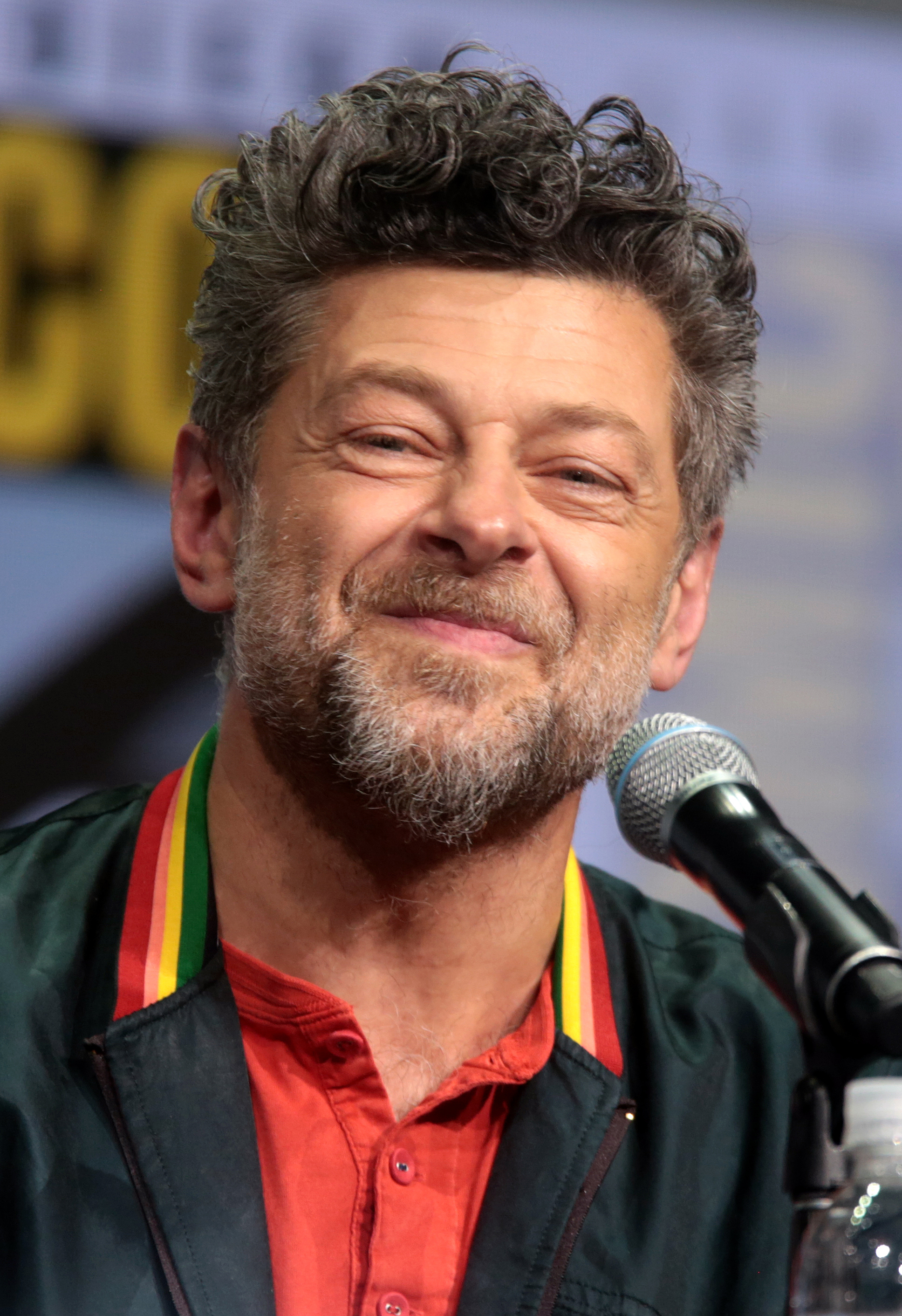
Andy Serkis spielt Snoke.
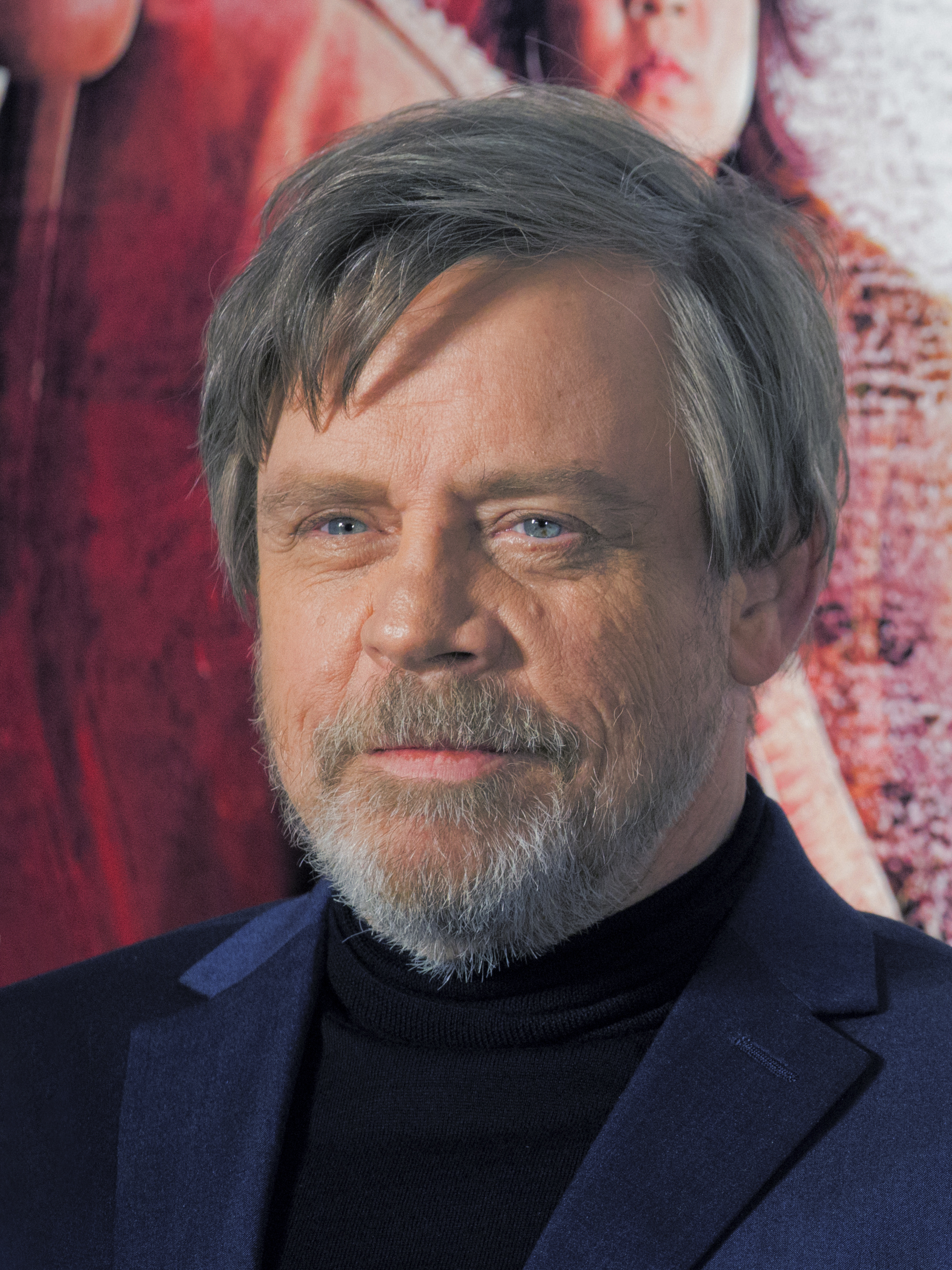
Mark Hamill spielt Luke Skywalker.

Als Berater für den Film nahm George Lucas an den Sitzungen teil, die die ersten Entwürfe für das Drehbuch besprachen. Lucas’ Sohn Jett erzählte der Zeitung The Guardian, dass sein Vater „sehr zerrissen“ bei der Entscheidung gewesen sei, die Rechte an Star Wars zu verkaufen, auch wenn er an der Entscheidung, Abrams als Regisseur zu gewinnen, beteiligt war und sehr daran interessiert gewesen sei, eine neue Generation von Star-Wars-Figuren in das Universum einzuführen. Unter den Unterlagen, die er der Produktion übergab, befanden sich auch grobe Handlungsentwürfe für die nächsten Filme, die er geschrieben hatte, als er vor einigen Jahren erwog, auch die nächsten Teile selbst zu drehen. Im Januar 2015 erklärte Lucas, dass Disney seine Entwürfe für den Film verworfen habe.
Im Januar 2014 bestätigte Abrams, dass das Drehbuch für den Film abgeschlossen sei.
Die Produktionskosten beliefen sich auf 200 Millionen US-Dollar. Der Kostüm-Designer des Films ist Michael Kaplan, der zuvor auch schon mit Abrams an den Star-Trek-Filmen gearbeitet hat.

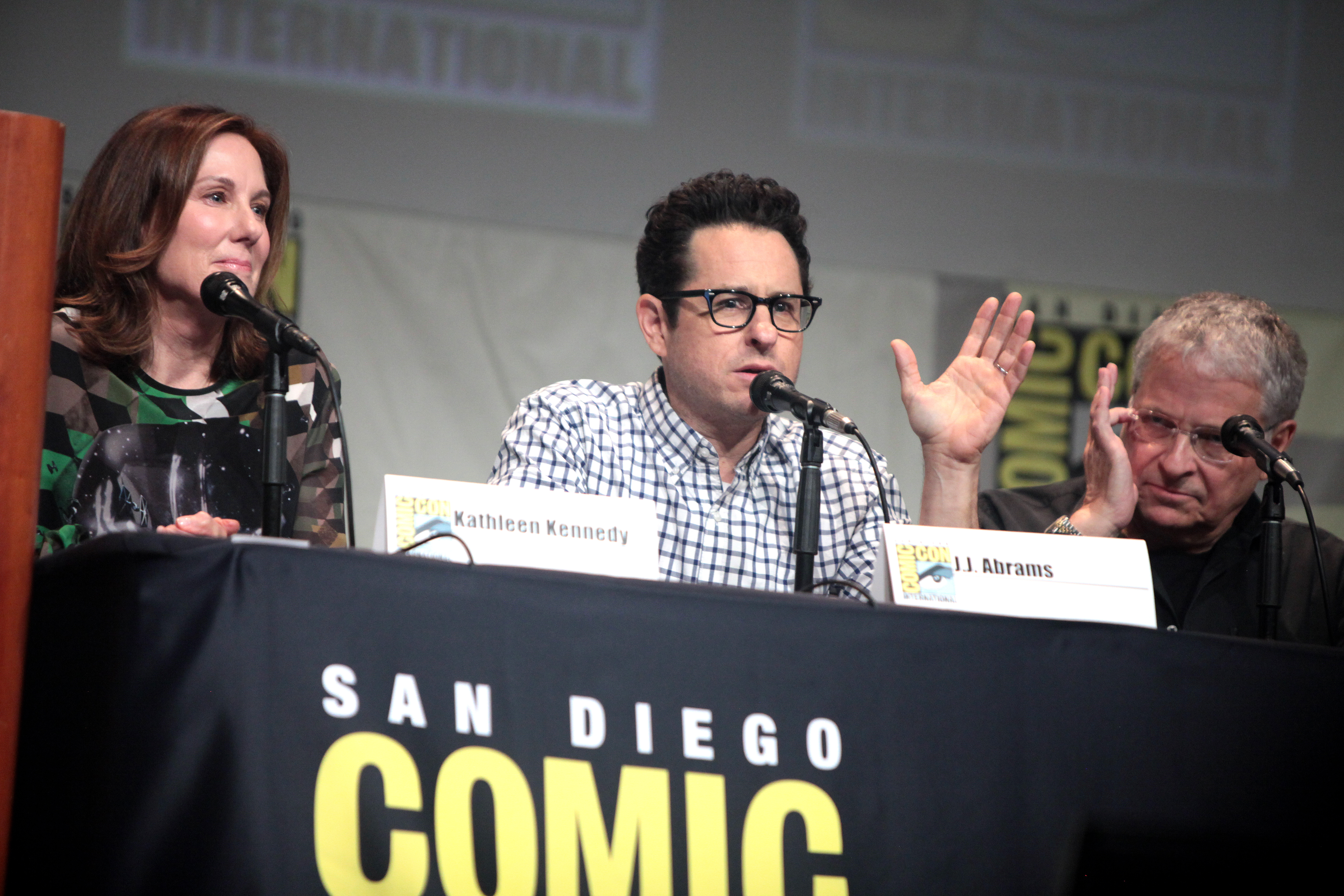
(L-R) Produzentin Kathleen Kennedy, Drehbuchautor und Regisseur J. J. Abrams und Drehbuchautor Lawrence Kasdan auf der 2015 San Diego Comic-Con International
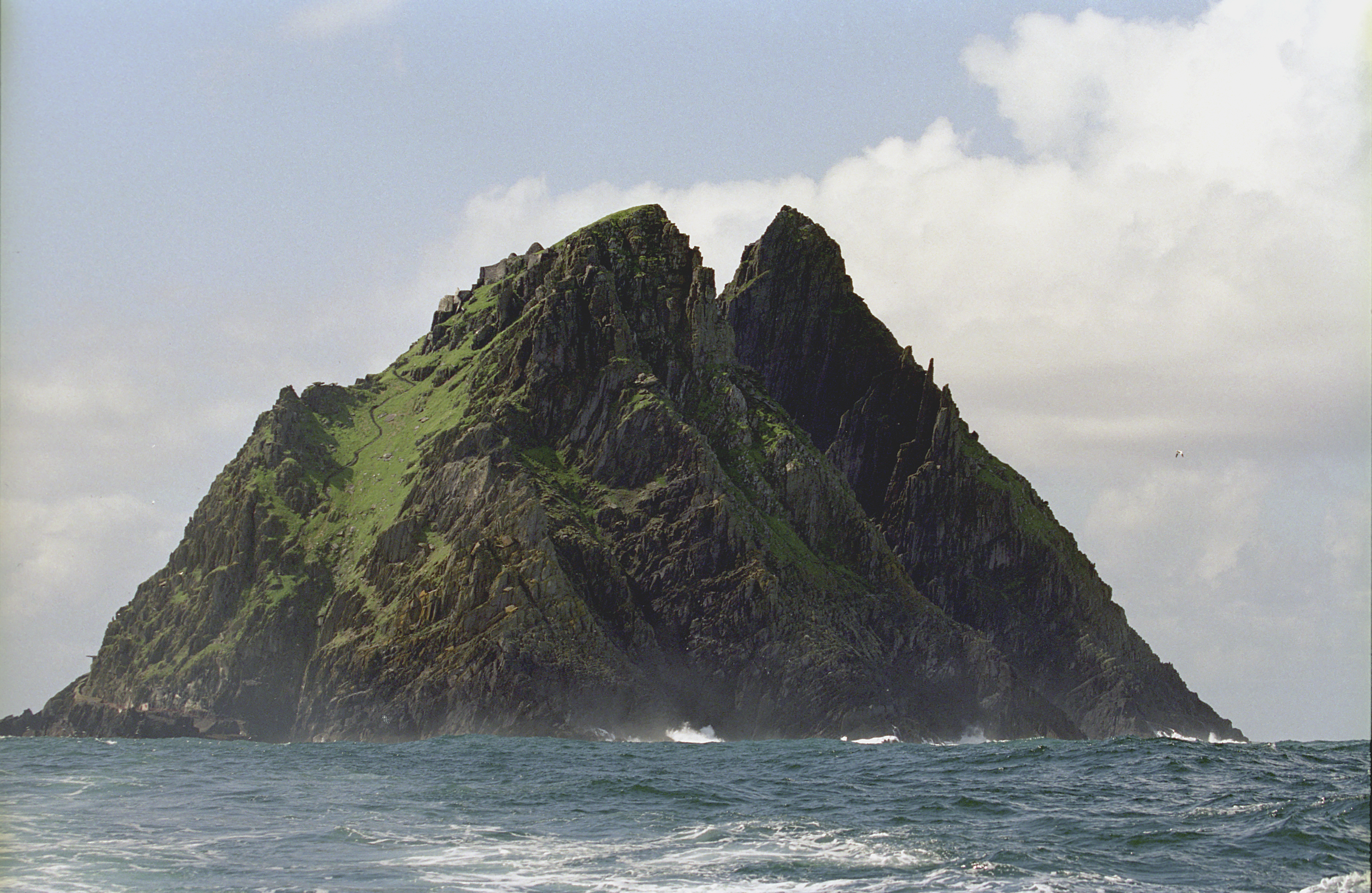
Skellig Michael in Irland war einer der Drehorte des Films.
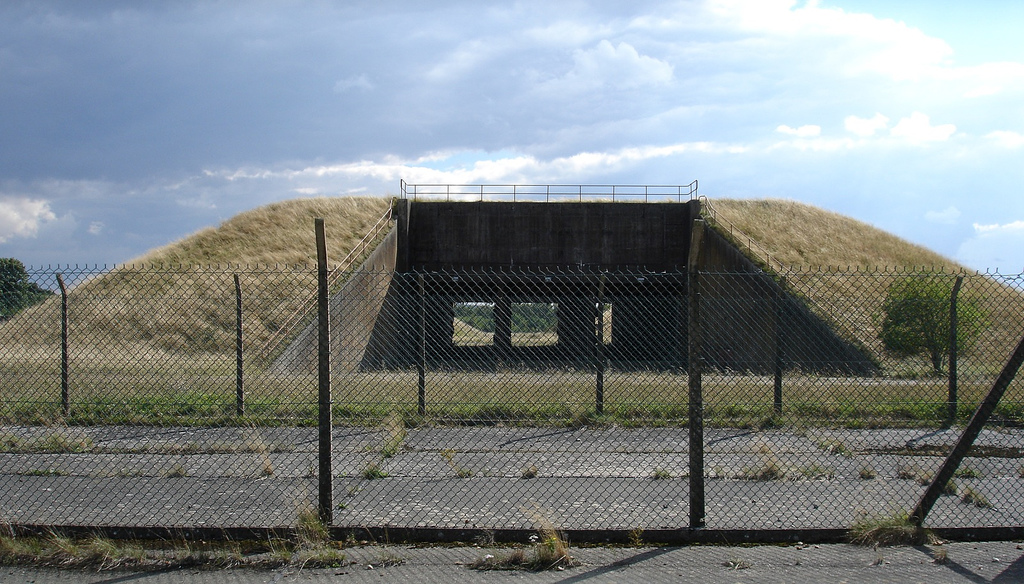
RAF Greenham Common, Drehort in England
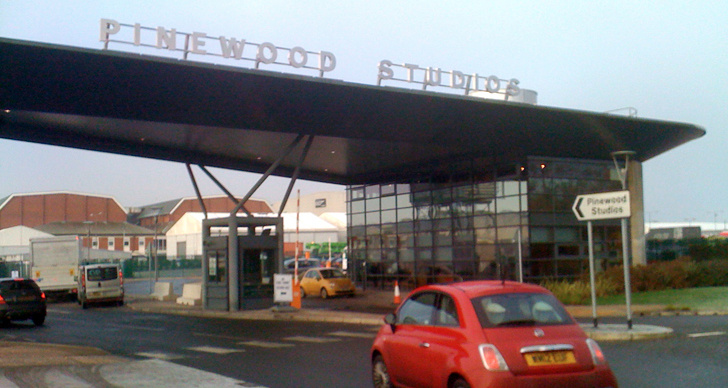
Pinewood Studios, in denen die überwiegende Zahl der Studioaufnahmen gemacht wurden
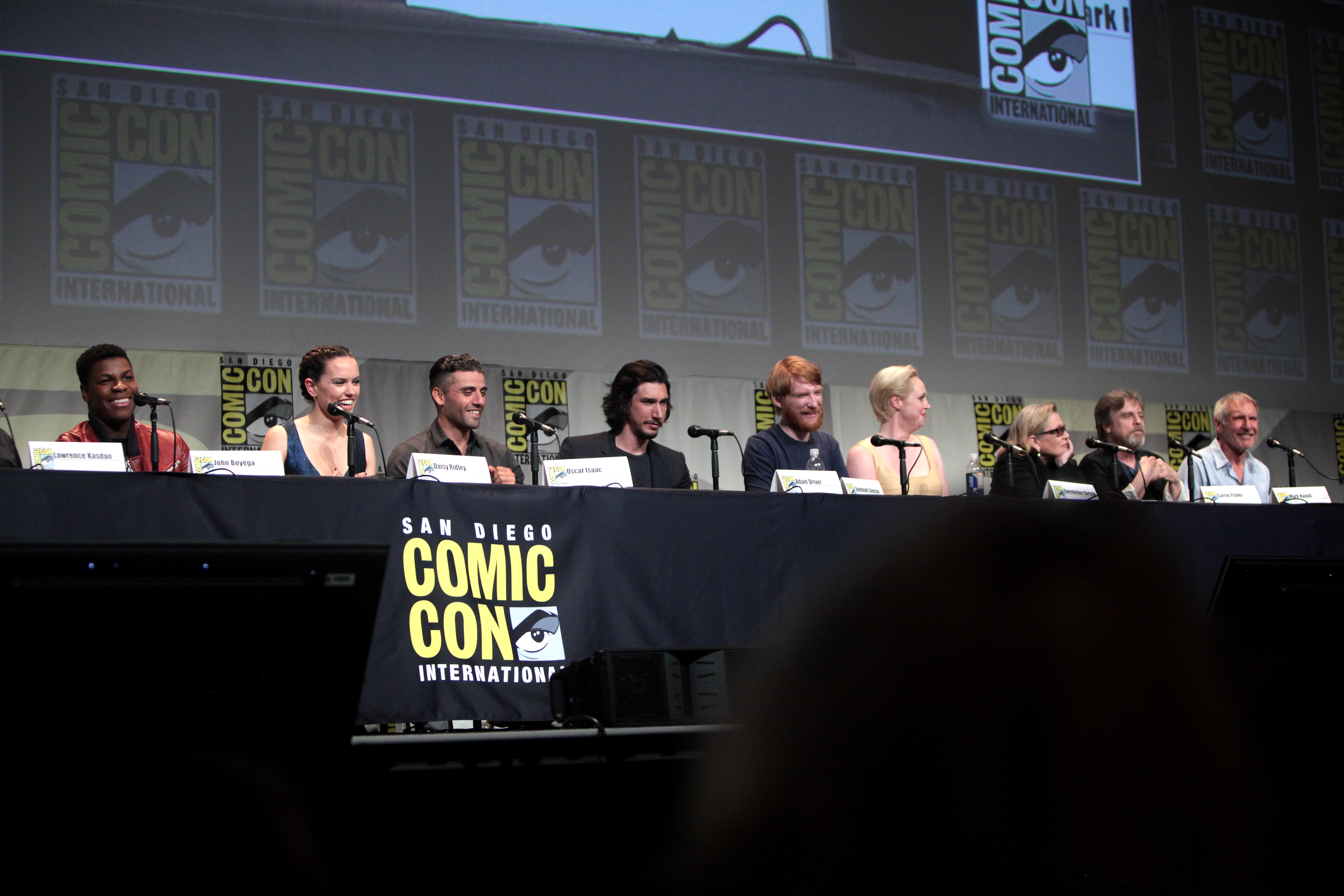
Die Darsteller auf der 2015 San Diego Comic Con International (L–R: John Boyega, Daisy Ridley, Oscar Isaac, Adam Driver, Domhnall Gleeson, Gwendoline Christie, Carrie Fisher, Mark Hamill und Harrison Ford)

### Dreharbeiten
Die Dreharbeiten begannen im Mai 2014 und endeten am 3. November desselben Jahres. J. J. Abrams und sein Kameramann Dan Mindel drehten, wie schon bei vorherigen Kollaborationen (Star Trek und Star Trek Into Darkness), auf 35-mm-Film. Zusätzlich wurde für eine Action-Sequenz, die in der Wüste Jakku spielt, das 70-mm-IMAX-Format verwendet.
Die Dreharbeiten zum Film fanden hauptsächlich in den Pinewood Studios, aber auch auf Island, auf Skellig Michael und in Abu Dhabi statt. Darüber hinaus wurde auf der ehemaligen Royal-Air-Force-Militärbasis Greenham Common in Berkshire nahe der Pinewood Studios gedreht.
Der parallele Dreh von James Bond und Star Wars auf demselben Studiogelände ergab die Chance für Daniel Craigs Cameo-Auftritt. In der Szene, als Rey sich aus der Gefangenschaft der Ersten Ordnung befreien kann, spielt er den von Rey via Gedankenkraft beeinflussten Sturmtruppler.

### Filmmusik
Wie bereits bei allen sechs Episoden zuvor komponierte erneut John Williams die Filmmusik zu Star Wars: Das Erwachen der Macht.
Er komponierte auch die Musik für den ersten Trailer des Films. Anders als in den bisherigen Filmen wurde der neue Soundtrack jedoch nicht in England vom London Symphony Orchestra eingespielt, sondern in Los Angeles. Die Aufnahmen wurden von John Williams und William Ross dirigiert; zusätzlich dirigierte auf Williams’ ausdrücklichen Wunsch Gustavo Dudamel die Aufnahmen der Titelmelodie für Vor- und Abspann. Außerdem komponierte Lin-Manuel Miranda zwei Musikwerke zu dem Film.

### Marketing
Über ein Jahr vor der Veröffentlichung des Filmes, am 28. November 2014, wurde der erste Teaser des Films veröffentlicht. In der ersten Woche wurde der 90-sekündige Teaser mehr als 110 Millionen Mal angesehen und stellte damit einen Rekord auf. Der Teaser wurde in Presse und Internet ausführlich besprochen, kritisiert und parodiert. Der zweite Teaser, der auf der Star Wars Celebration am 16. April 2015 veröffentlicht wurde, zeigte mit 88 Millionen Zuschauern in den ersten 24 Stunden ein nie dagewesenes Interesse. Am 20. Oktober 2015, einen Tag nach dem Beginn des Ticketvorverkaufs, wurde ein dritter Trailer veröffentlicht. Dieser übertraf die zuvor aufgestellten Rekorde nochmals mit 112 Millionen Zuschauern am ersten Tag.
Es folgten diverse Fernsehspots sowie Exklusivtrailer für Japan und die Volksrepublik China, welche allesamt vor der Weltpremiere unangekündigt veröffentlicht wurden.

## Konflikt mit deutschen Kinobetreibern
Der deutsche Kinoverleih Walt Disney Studios Motion Pictures Germany hatte bereits zum Start von Avengers: Age of Ultron im April 2015 seine Verleihkonditionen angepasst. Der Konzern verlangte nun grundsätzlich 53 Prozent des Ticketpreises von den Kinos, ohne wie bisher die Größe des Spielortes zu berücksichtigen. Im Fall von Star Wars: Das Erwachen der Macht kam es nun wieder zum Konflikt zwischen Verleih und vielen deutschen Kinobetreibern. Dieser Konflikt war auch nach dem Start des Vorverkaufs noch nicht gelöst. Der Film hätte demnach in mindestens 50 deutschen Kinos nicht gespielt werden können. Am 20. November 2015 wurde jedoch bekannt, dass Cinemaxx als letzte deutsche Kinokette die Vertragsverhandlungen mit Disney erfolgreich abgeschlossen hat. Bereits Ende Oktober wurde bekanntgegeben, dass Star Wars mit 200.000 Karten im Vorverkauf ein Rekordergebnis erzielt hatte.

## Synchronisation
Die Synchronisation übernahm die FFS Film- & Fernseh-Synchron GmbH in Berlin. Die Dialogregie stammte von Björn Schalla. Er schrieb auch zusammen mit Klaus Bickert das Dialogbuch.
Mehrere Sprecher kehrten in ihre ursprüngliche Rolle zurück, die sie schon in der Original Star-Wars-Trilogie (1977–1983) sprachen, darunter Wolfgang Pampel als Han Solo, Susanna Bonasewicz als Stimme von Leia Organa und Joachim Tennstedt als C-3PO. Auch Philipp Moog, der Obi-Wan Kenobi in der Prequel-Trilogie sprach, ist kurz als Kenobi zu hören.
| Rollenname              | Darsteller                             | Deutsche Synchronstimme           |
| ----------------------- | -------------------------------------- | --------------------------------- |
| Rey                     | Daisy Ridley                           | Kaya Marie Möller                 |
| Rey                     | Cailey Fleming (Kind)                  | Cloé Heinrich                     |
| Finn / FN-2187          | John Boyega                            | Stefan Günther                    |
| Poe Dameron             | Oscar Isaac                            | Alexander Doering                 |
| Kylo Ren / Ben Solo     | Adam Driver                            | Julien Haggège                    |
| Han Solo                | Harrison Ford                          | Wolfgang Pampel                   |
| Leia Organa             | Carrie Fisher                          | Susanna Bonasewicz                |
| Maz Kanata              | Lupita Nyong’o                         | Ghadah Al-Akel                    |
| Oberster Anführer Snoke | Andy Serkis                            | Martin Umbach                     |
| General Armitage Hux    | Domhnall Gleeson                       | Sebastian Schulz                  |
| Captain Phasma          | Gwendoline Christie                    | Katrin Fröhlich                   |
| C-3PO                   | Anthony Daniels                        | Joachim Tennstedt                 |
| Lor San Tekka           | Max von Sydow                          | Jürgen Thormann                   |
| Unkar Plutt             | Simon Pegg                             | Tobias Kluckert                   |
| Admiral U.O. Statura    | Ken Leung                              | Timmo Niesner                     |
| Snap Wexley             | Greg Grunberg                          | Olaf Reichmann                    |
| Admiral Gial Ackbar     | Tim Rose                               | Axel Lutter                       |
| Admiral Gial Ackbar     | Erik Baursfeld (Stimme)                | Axel Lutter                       |
| Sturmtruppler „FN-1824“ | Daniel Craig (Cameo)                   | Dietmar Wunder                    |
| Obi-Wan „Ben“ Kenobi    | Alec Guinness (Stimme, Archivmaterial) | Wilhelm Borchert (Archivmaterial) |
| Obi-Wan „Ben“ Kenobi    | Alec Guinness (Stimme, Archivmaterial) | Philipp Moog                      |
| Obi-Wan „Ben“ Kenobi    | Ewan McGregor (Stimme)                 | Philipp Moog                      |
| Yoda                    | Frank Oz (Stimme, Archivmaterial)      | Hugo Schrader (Archivmaterial)    |

## Rezeption

### Kritiken
Hannah Pilarczyk meint auf Spiegel Online, Star Wars: Das Erwachen der Macht „dürfte die Erwartungen der allermeisten Fans erfüllen“. Nur überrasche der Film kaum. Allerdings liege über allem „die Schicht aus Staub und Sand, die schon den ersten Filmen ihre großartige Patina gegeben“ habe. Die Dialoge seien „tempo- und pointenreich“, und das neue Ensemble wisse sie gekonnt umzusetzen. Doch „von der Unbefangenheit, mit der Abrams zuvor das Star-Trek-Franchise modernisiert“ habe, sei nichts zu spüren.
Dirk Peitz schreibt in der Zeit, der Film sei „die größtmögliche Nummer Sicher eines Hollywoodblockbusters“ und „letztlich eine Variation des womöglich viel zu Bekannten“. Trotzdem sei es ein Vergnügen, „der Abarbeitung einer total voraussehbaren Dramaturgie beizuwohnen“, und das liege „vor allem an der Filmästhetik, derer Abrams sich bedient.“
Kai Mihm lobt in epd Film, dass „Abrams’ cinephile Nostalgie hier von ähnlicher Sensibilität“ sei, wie in Super 8. Abrams und sein Co-Autor Lawrence Kasdan spielten „mit vertrauten Motiven“ aus dem allerersten Film und dockten „an die ursprüngliche Storyline an“. Gleichzeitig entwickelten sie „frische Ideen und machen uns mit einer ganzen Reihe faszinierender neuer Figuren vertraut.“ Ihnen gelinge „das Kunststück, Fortsetzung und Reboot ineinander aufgehen zu lassen.“ Zu Beginn glaube man noch, „ein schneidiger Pilot (Oscar Isaac) würde der Held des Films. Aber er verschwindet“, und mit dem tatsächlichen Heldenduo aus junger Frau und schwarzem Mann widersetze Star Wars sich „bemerkenswert den üblichen Heldenkonventionen des Blockbuster-Kinos“.
Michael Pekler kritisiert in der österreichischen Tageszeitung Der Standard, dass der Film „wie ein einziges populärkulturelles Sammelbecken [wirkt], das seicht genug ist, dass niemand darin ertrinken kann. Bemerkenswert sind allenfalls die Gewandtheit und die Genauigkeit, mit der die unterschiedlichen Verweise und Versatzstücke platziert sind. Ob die angreifenden Raumschiffe heranschwirren wie die Helikopter in Apocalypse Now oder ein Laserschwert im Eis feststeckt wie Excalibur im Stein: Das Erwachen der Macht ist ein Film, den man schon gesehen hat, bevor man im Kino war. Das entspricht der Logik eines B-Movies aus den 1940er-Jahren – allerdings mit einem Budget von 200 Millionen Dollar.“
Für Daniel Kaiser vom Norddeutschen Rundfunk ist „der Film nur ein Aufguss. Er ist mutlos. Er hat nichts Überraschendes.“ Für den Radiojournalisten ist im „Prinzip […] da keine neue Idee. Die alten Ideen sehen jetzt einfach noch ein bisschen besser aus. Und beim gefühlt fünften Showdown an einem wirklich tiefen Abgrund, der sich plötzlich auftut, schaut man im Kino doch schon mal dezent auf die Uhr. Das Erwachen der Macht wirkt wie eine aufgebrezelte Version der ersten Trilogie.“
Carsten Baumgardt von Filmstarts meint in seinem Fazit, dass es „endlich […] wieder richtiges Star Wars [gibt]! J.J. Abrams feiert mit dem stark nostalgisch gefärbten Das Erwachen der Macht einen mehr als verheißungsvollen, unglaublich unterhaltsamen Auftakt für eine neue Star Wars-Trilogie.“
Auch die internationalen Kritiken waren bei allem Lob und der allgemeinen Anerkennung der kommerziellen Leistung gespalten. So kritisiert Richard Brody vom New Yorker das straffe emotionale Kalkül der Produktion. Ernesto Diezmartínez vom Filmblog Vertigo lobt die Unterhaltungswerte, beschreibt das Werk aber als so darauf bedacht, jede Fan-Erwartung zu erfüllen, dass jedes Risiko vermieden wurde. Phil Hall vom Examiner fragt sich aufgrund der offensichtlichen Parallelitäten zwischen den ursprünglichen Filmen, ob nicht statt Disney Xerox die Rechte an Star Wars gekauft hat.

### Einspielergebnis
Dem Budget des Films von 245 Millionen US-Dollar stehen nach Kinostart Einnahmen an den Kinokassen von ca. 2,067 Milliarden US-Dollar gegenüber. Star Wars: Das Erwachen der Macht war nach Titanic und Avatar der erst dritte Film, der bei den weltweiten Einnahmen die Marke von zwei Milliarden US-Dollar übertraf. Mit nur zwölf Tagen brach Das Erwachen der Macht unter anderem den Rekord für das schnellste Erreichen der Eine-Milliarde-Dollar-Marke. Ohne Einbezug der Inflation (nominell) ist er der finanziell erfolgreichste Film an den nordamerikanischen Kinokassen (USA und Kanada) und der mit Abstand erfolgreichste Film der Star-Wars-Filmreihe. Steven Spielberg hielt den Film einige Wochen vor dessen Premiere für ambitioniert genug, den bisherigen Rekord für den erfolgreichsten Film zu brechen. In der Liste der weltweit erfolgreichsten Filme aller Zeiten belegt Star Wars: Das Erwachen der Macht derzeit Platz 5 (Stand: 19. April 2025). Der Nettogewinn, der lediglich durch die Laufzeit in den weltweiten Kinos erzielt wurde, lag bei über 780 Millionen US-Dollar.

### Auszeichnungen (Auswahl)
Star Wars: Das Erwachen der Macht feierte erst am 14. Dezember 2015 in Los Angeles seine Weltpremiere. Der Film fand daher für verschiedene Filmpreise, dessen Nominierungslisten bereits Anfang Dezember veröffentlicht wurden, keine Berücksichtigung. Beispielsweise für die SAG-Awards und die Golden Globes.
Zudem erhielten Kritikerverbände wie das National Board of Review, der New York Film Critics Circle oder die Los Angeles Film Critics Association keine exklusiven Kritiker-Vorführungen zu sehen, sodass der Film auch für diese Preise nicht nominiert werden konnte. Disney begründete das Vorgehen damit, dass man die Geschichte so lange wie möglich geheim halten wollte.
Oscarverleihung 2016
- Nominierung in der Kategorie Beste visuelle Effekte für Roger Guyett, Patrick Tubach, Neal Scanlan und Chris Corbould
- Nominierung in der Kategorie Beste Filmmusik für John Williams
- Nominierung in der Kategorie Bester Schnitt für Maryann Brandon und Mary Jo Markey
- Nominierung in der Kategorie Bester Tonschnitt für Matthew Wood und David Acord
- Nominierung in der Kategorie Bester Ton für Andy Nelson, Christopher Scarabosio und Stuart Wilson

British Academy Film Awards 2016
- Auszeichnung in der Kategorie Beste visuelle Effekte für Chris Corbould, Roger Guyett, Paul Kavanagh und Neal Scanlan
- Nominierung in der Kategorie Beste Filmmusik für John Williams
- Nominierung in der Kategorie Bestes Szenenbild für Rick Carter, Darren Gilford und Lee Sandales
- Nominierung in der Kategorie Bester Ton für David Acord, Andy Nelson, Christopher Scarabosio, Stuart Wilson und Matthew Wood

American Film Institute Awards 2015
- Auszeichnung in der Kategorie Film des Jahres (gemeinsam mit neun weiteren Filmen)

Goldene Leinwand
- Goldene Leinwand für über drei Millionen Zuschauer in Deutschland[71]
- Goldene Leinwand mit Stern für über sechs Millionen Zuschauer in Deutschland[72]

Jupiter Award 2016
- Auszeichnung in der Kategorie Bester Internationaler Film

Saturn-Award-Verleihung 2016
- Auszeichnung in der Kategorie Bester Science-Fiction-Film
- Auszeichnung in der Kategorie Bestes Drehbuch für Lawrence Kasdan, J.J. Abrams und Michael Arndt
- Auszeichnung in der Kategorie Bester Hauptdarsteller für Harrison Ford
- Auszeichnung in der Kategorie Bester Nebendarsteller für Adam Driver
- Auszeichnung in der Kategorie Beste Musik für John Williams
- Auszeichnung in der Kategorie Beste Spezialeffekte für Roger Guyett, Patrick Tubach, Neal Scanlan, Chris Corbould
- Auszeichnung in der Kategorie Bester Schnitt für Maryann Brandon, Mary Jo Markey
- Auszeichnung in der Kategorie Bestes Make-up für Neal Scanlan
- Nominierung in der Kategorie Beste Regie für J.J. Abrams
- Nominierung in der Kategorie Bester Hauptdarsteller für John Boyega
- Nominierung in der Kategorie Beste Hauptdarstellerin für Daisy Ridley
- Nominierung in der Kategorie Beste Nebendarstellerin für Carrie Fisher
- Nominierung in der Kategorie Beste Nebendarstellerin für Lupita Nyong’o
- Nominierung in der Kategorie Beste Ausstattung für Rick Carter, Darren Gilford
- Nominierung in der Kategorie Bestes Kostüm für Michael Kaplan

Grammy Awards 2017
- Auszeichnung in der Kategorie Bester komponierter Soundtrack für visuelle Medien für John Williams

Visual Effects Society Award 2015
- Auszeichnung in der Kategorie Herausragende visuelle Effekte in einem an visuellen Effekten orientierten Spielfilm für Roger Guyett, Luke O’Byrne, Patrick Tubach, Paul Kavanagh und Chris Corbould
- Auszeichnung in der Kategorie Herausragende künstliche Welt in einem Spielfilm für Yanick Dusseault, Mike Wood, Justin van der Lek und Quentin Marmier (für die Falken-Verfolgung auf Jakku)
- Auszeichnung in der Kategorie Herausragende virtuelle Kameraführung in einem Spielfilm für Paul Kavanagh, Colin Benoit, Susumu Yukuhiro und Greg Salter (für die Falken-Verfolgung auf Jakku)
- Auszeichnung in der Kategorie Herausragend animiertes Modell in einem Spielfilm für Joshua Lee, Matthew Denton, Landis Fields und Cyrus Jam (für BB-8)
- Nominierung in der Kategorie Herausragende Animationen in einem Spielfilm für Joel Bodin, Arslan Elver, Ian Comley und Steve Cullingford (für Maz)
- Nominierung in der Kategorie Herausragende Zusammensetzung eines Spielfilms für Jay Cooper, Marian Mavrovic, Jean Lapointe und Alex Prichard
- Nominierung in der Kategorie Herausragende computersimulierte Animation von Effekten in einem Spielfilm für Rick Hankins, Dan Bornstein, John Doublestein und Gary Wu (für Starkiller Base)

## Trivia
- In der Szene, in der Rey das Lichtschwert von Anakin Skywalker berührt, hört man in dem darauffolgenden Flashback das mechanische Atmen von Darth Vader und einen Schrei Luke Skywalkers aus Das Imperium schlägt zurück. Des Weiteren hört man die flüsternden Stimmen von Yoda und Obi-Wan Kenobi, wobei Obi-Wan der einzige ist, der direkt zu ihr spricht. Er ruft ihren Namen und erklärt ihr, dass dies der erste Schritt sei. In der Originalfassung wurden die Stimmen Yodas und des jungen Obi-Wans von Frank Oz und Ewan McGregor für den Film eingesprochen; für die Stimme des alten Obi-Wan wurde ein Tonschnipsel des verstorbenen Alec Guinness verwendet.[76]
- Die neu eingeführte Figur Finn trägt als Sturmtruppler die Bezeichnung FN-2187. 2187 ist auch die Nummer der Gefängniszelle auf dem ersten Todesstern, aus der Prinzessin Leia von Luke Skywalker und Han Solo in Star Wars: Episode IV – Eine neue Hoffnung gerettet wurde. Beides geht zurück auf George Lucas’ Begeisterung für den Film 21-87 des Regisseurs Arthur Lipsett.[77]
- In der Szene, in der Finn in den Ersatzteilen nach einem Werkzeug sucht, findet er die alte Training-Remote (Übungskugel), die Luke an Bord des Millennium Falken in Star Wars: Episode IV – Eine neue Hoffnung benutzte, um seine Fertigkeiten mit der Macht zu trainieren.
- Im September 2016 veröffentlichte der Panini-Verlag zudem die deutsche Übersetzung des von Claudia Gray geschriebenen Romans Blutlinie (Originaltitel: Bloodline), dessen Handlung sechs Jahre vor Das Erwachen der Macht angesiedelt ist und die Vorgeschichte des Films erzählt.
- Der Droide R2-D2 wurde, sofern er nicht animiert oder ferngesteuert wurde, bisher in allen Star-Wars-Filmen durch den britischen Schauspieler Kenny Baker verkörpert. Dieser verstarb im August 2016.[78] In Das Erwachen der Macht übernahm hauptsächlich Jimmy Vee die Rolle von R2-D2, auch wenn dieser im Abspann nicht namentlich genannt wurde, Kenny Baker wird als „R2-D2-Berater“ aufgeführt.

## Fortsetzungen
Das Erwachen der Macht ist der erste Teil einer neuen Filmtrilogie im fiktiven Star-Wars-Universum, welche mit der Übernahme von Lucasfilm durch Disney produziert wird. Direkt fortgesetzt wurde der Film zwei Jahre später mit Star Wars: Die letzten Jedi. Die Regie übernahm Rian Johnson, der auch das Drehbuch schrieb. J. J. Abrams war für die abschließende neunte Episode erneut als Regisseur und Drehbuchautor tätig.